# حسون أوراسي
الحَسُّونُ الأُورَاسِيُّ أو الحَسُّونُ الأورُوبِيُّ أو مُجرَّد الحَسُّونُ في الخِطاب العاميّ، أو المُقْنِينُ أو الشُّوَيْكِي أو نَقَّار الشَّوْك هو طائرٌ صغير من رُتبة الجواثم وفصيلة الشُرشُوريَّات. يمتدُ موطن هذه الطُيور من أوربَّة الغربيَّة وُصولًا إلى سيبيريا الوُسطى، ومن شمال إفريقيا حتَّى آسيا الغربيَّة والوُسطى. كذلك، فقد أُدخلت إلى الكثير من بُلدان العالم عن قصد أو بطريق الخطأ، عندما أُحضرت لِغرض تجارة طُيور الأقفاص، ومن تلك البُلدان: أستراليا ونيوزيلندا وعدد من الجُزر الأوقيانوسيَّة ودُول أمريكا الجنوبيَّة. غذاؤها الرئيسي يتكوَّن من بُزور النباتات المُعمِّرة، والأشواك البريَّة، وبعضُ ثمار الأشجار. تُشاهد أسرابها كثيرًا وهي تتنقل على امتداد جوانب الطُرق من بُقعة من النباتات الشوكيَّة إلى أُخرى. يُصنِّفُها الاتحاد العالمي للحفاظ على الطبيعة على أنها غير مُهددة بأيِّ شكلٍ من أشكال الانقراض.
للحسُّون الأوراسي ريشٌ برَّاق مُمتع للنظر وتغريدٌ زقزقيٌّ عذب رخيم جعلهُ هدفًا في مُعظم أرجاء موطنه لِأشراك تجارة طُيور الأقفاص. وقد انقرضت بسبب هذا بعض الجُمهرات المحليَّة. لِهذا النوع نُويعات شتَّى تنقسم إلى زُمرتين مُتميزتين. النُويعات الغربيَّة، من أمثلة النُويعة البريطانيَّة (Carduelis carduelis britannica) قاطنة الجُزر البريطانيَّة، لها باحةٌ سوداء على الرأس، بينما تكونُ هذه الباحة رماديَّة في النُويعات الشرقيَّة، من أمثلة نُويعة پاروپانيس (Carduelis carduelis paropanisi) من أواسط آسيا.
كان يُنظرُ إلى الحساسين الأوراسيَّة على أنها رمزٌ من رُموز الصبر والتحمُّل، والخُصوبة، والمُثابرة. كما أنَّ شغفها ببزور الأشواك البريَّة جعل منها رمزًا من رُموز المسيحيَّة في بعض البُلدان الأوربِّيَّة، نظرًا لِأنَّ تلك الأشواك صُنع منها الإكليل الذي وُضع على رأس يسوع المسيح عندما كان أسيرًا يُعذَّب عند الرومان، وفق المُعتقد المسيحي، كما كان صبر الحساسين على الوقوف على سوق الأشواك يعكسُ صبر المسيح على الآلام جرَّاء الإكليل.

## التسمية
ورد في قاموس المعاني: «حَسُّون: عُصْفُورٌ غِرِّيدٌ مُلَوَّن». و«حَسُّون» مُشتقة من «حُسْن» أي «جَمَال»، وهو يعكُس منظر الطائر البهيّ مُمتع النظر. صُنِّفت الحساسين الأوراسيَّة ِلِأوَّل مرَّة سنة 1758م على يد عالم الحيوان السُويدي كارلوس لينيوس، وأعطاها التسمية العلميَّة «Fringilla carduelis»، ثُم غُيِّر اسم جنسها إلى «Carduelis» المُشتقَّة من «carduus» اللاتينيَّة، وتعني «الشوك البرّي»، في إشارةٍ إلى حُب هذه الطُيور لِبُزور الشوك، وشُيوعها بين جنباته، وهذا الأمر أدّى بدوره إلى تسميتها بأسماءٍ تُعبّر عن عاداتها في التغذية، مثل «Distelfink» الألمانيَّة التي تعني حرفيًّا «شُرشُور الشوك». سُميِّت هذه الطُيور أيضًا بأسماء تعكس هيئتها الخارجيَّة المُزوَّقة أو تغريدها الرخيم، ومنها «Stieglitz» الألمانيَّة، المُشتقة من الكلمة الهولنديَّة «szczygieł» التي يُعتقد بأنَّها مُسمّىً تمثيليّ لِصوت الطائر. ومن أسمائها التي تعكس منظرها الخارجي: «Chardonneret élégant» الفرنسيَّة التي تعني حرفيًّا «الحسّون الأنيق»، و«Goldfinch» الإنگليزيَّة، وهي عبارة نحت لِكلمتين: «Gold» و«Finch»، وتعني حرفيًّا «الشُرشُور الذهبي»، في إشارةٍ إلى ريش الطائر البرَّاق.

## الوصف

### القد والكِسوة

ذكرٌ (في الخلفيَّة) وأُنثى (في الأمام) على ساق زهرة دُوَّار الشمس. لاحظ الاختلاف في حجم القناع الأحمر لِكُلٍّ منهما.

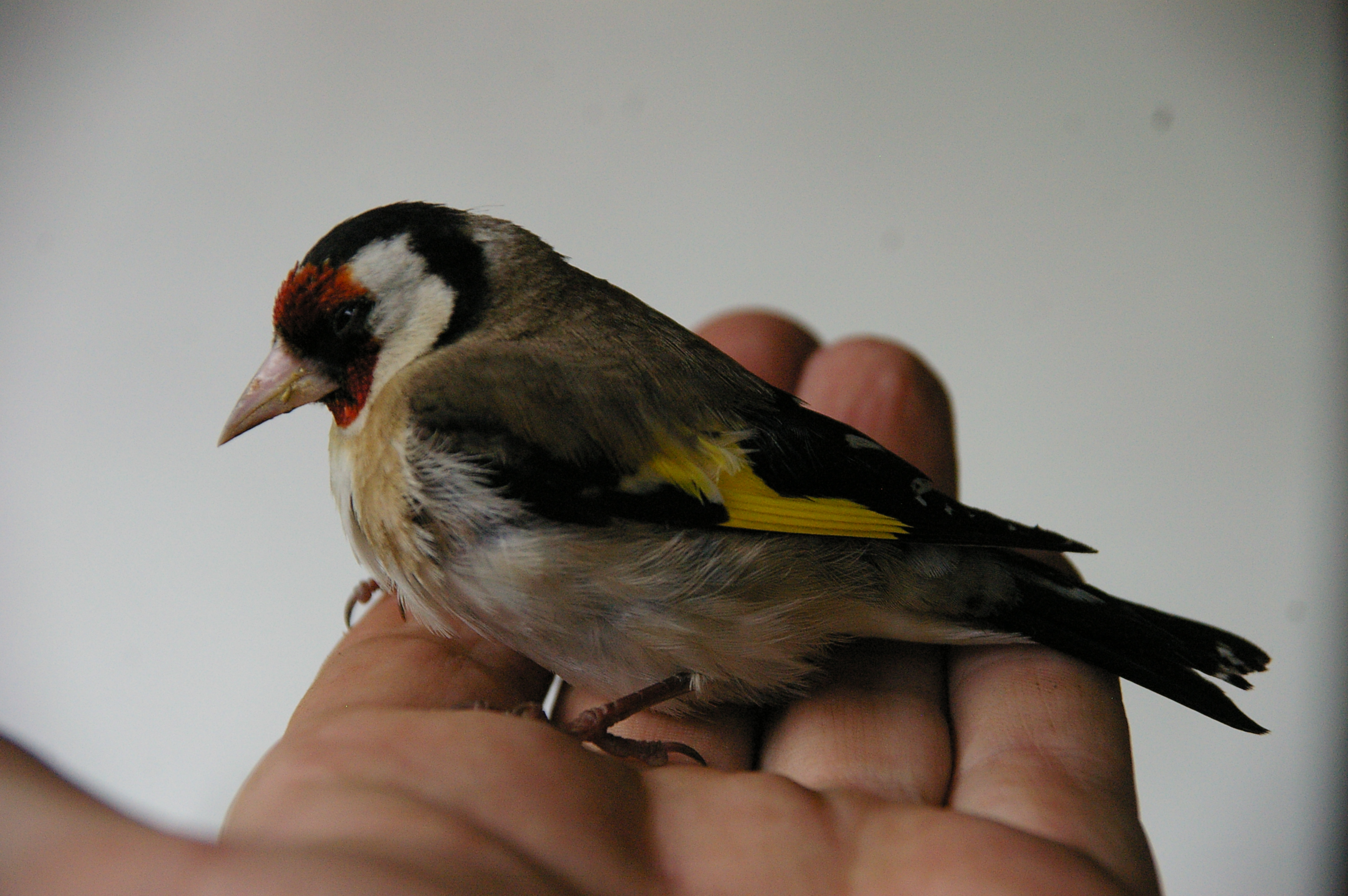
حسُّونٌ أوراسيٌّ في راحة كف إنسان، الأمر الذي يعكس حجم الطائر الصغير.

يتراوح حجم الحسّون الأوراسي بين 12 و13 سنتيمتر، ويتراوح باعُ جناحيه بين 21 و 25 سنتيمترًا، وزنته بين 14 و 19 غرام. الحسُّونُ الأوراسيّ طائرٌ بهيٌّ جذَّاب، يتمتَّع بوجهٍ أحمرٍ فاتح، ورأسٍ أسود في أعلاه ووجنتين بيضاء، وجناحين أسودين يتخلل كُلٌ منهما شريطٌ أصفرٌ مُذهَّب. من سماته الجسديَّة أيضًا منقاره الطويل الحاد عاجيّ اللون الذي يسمحُ للطائر باستخراج بُزور الشوك دون أن يُصاب بجُروح.
يتشابه الذكر والأُنثى بشكلٍ كبير، وبالكاد يُمكن التفريق بينهما، إلَّا أنَّ المُدقق عن قُرب يُمكنهُ مُلاحظة قصر منقار الأُنثى بعض الشيء عن منقار الذكر، كما أنَّ «قناع» الذكر الأحمر يمتدُ خلف العينين، أمَّا الإناث فقناعُها بالكاد يصل قُرب عينيها. الذيلُ مُتشعِّب، وتتمتَّعُ الحساسين المُفرخة بمناقير بيضاء ذات أطرافٍ ضاربة إلى الرمادي أو مِسودَّة. الفراخُ اليافعة عديمة الاحمرار على وجهها، وظهرها يميلُ لأن يكون رماديًّا أكثر من ظُهور البوالغ، لكن يسهل تمييزها بواسطة الشريط الأصفر المُذهَّب على جناحيها. تفتقدُ الطُيور المُنتمية لِزُمرة آسيا الوسطى (زُمرة caniceps) للباحة السوداء على رؤوسها، وللوجنات البيضاء، التي تتمتع بها الطُيورُ الأوربِّيَّة والآسيويَّة الغربيَّة، وتستعيضُ عنها بباحاتٍ رماديَّةٍ صرف.

### التغريد
للحسُّون الأوراسيّ تغريدٌ زقزقيٌّ عذب رخيم، تختلفُ حدَّته ونمطه باختلاف سن الطائر. وزقزقةُ هذه الحساسين سريعةُ اللحن، يُلقيها الطائرُ أثناء تحريك رأسه يمينًا ويسارًا، وكثيرًا ما يسبقها بعضُ السقسقة، ثُمَّ تليها زغرداتٌ مُتعددة تتعالى وتزداد وتيرتها شيئاً فشيئا. ويُمكنُ للمُدقق أن يُلاحظ أنَّ الطائر يُصدرُ بعض النفخات من مُنخريه أثناء تغريده. يُستخدمُ التغريد لِتعليم حُدود الحوز الذي أقام فيه الأليفان عُشَّهُما خِلال موسم التفريخ، وذلك للحيلولة دون عُبور أيِّ حسُّونٍ غريب إليهما. أمَّا خارج موسم التفريخ، فإنَّ التغريد غالبًا ما يُسمع من أسراب الذُكور كي تُحافظ على تماسُك السرب. وزقزقةُ الحساسين الأوراسيَّة صوتٌ مألوف في الغابات والأحراج عبر موطنها، عدا فترة طرح الريش واستبداله، فحينها تصمت تلك الطُيور. ولا يبدو أنَّ هُناك اختلافاتٌ جذريَّة في نمط زقزقة وتغريد النُويعات المُختلفة، فالبُنية والترداد تتتطابق تقريبًا عند كِلا الزُمرتين في أوربَّة وآسيا الوُسطى.

## الانتشار

### الموطن

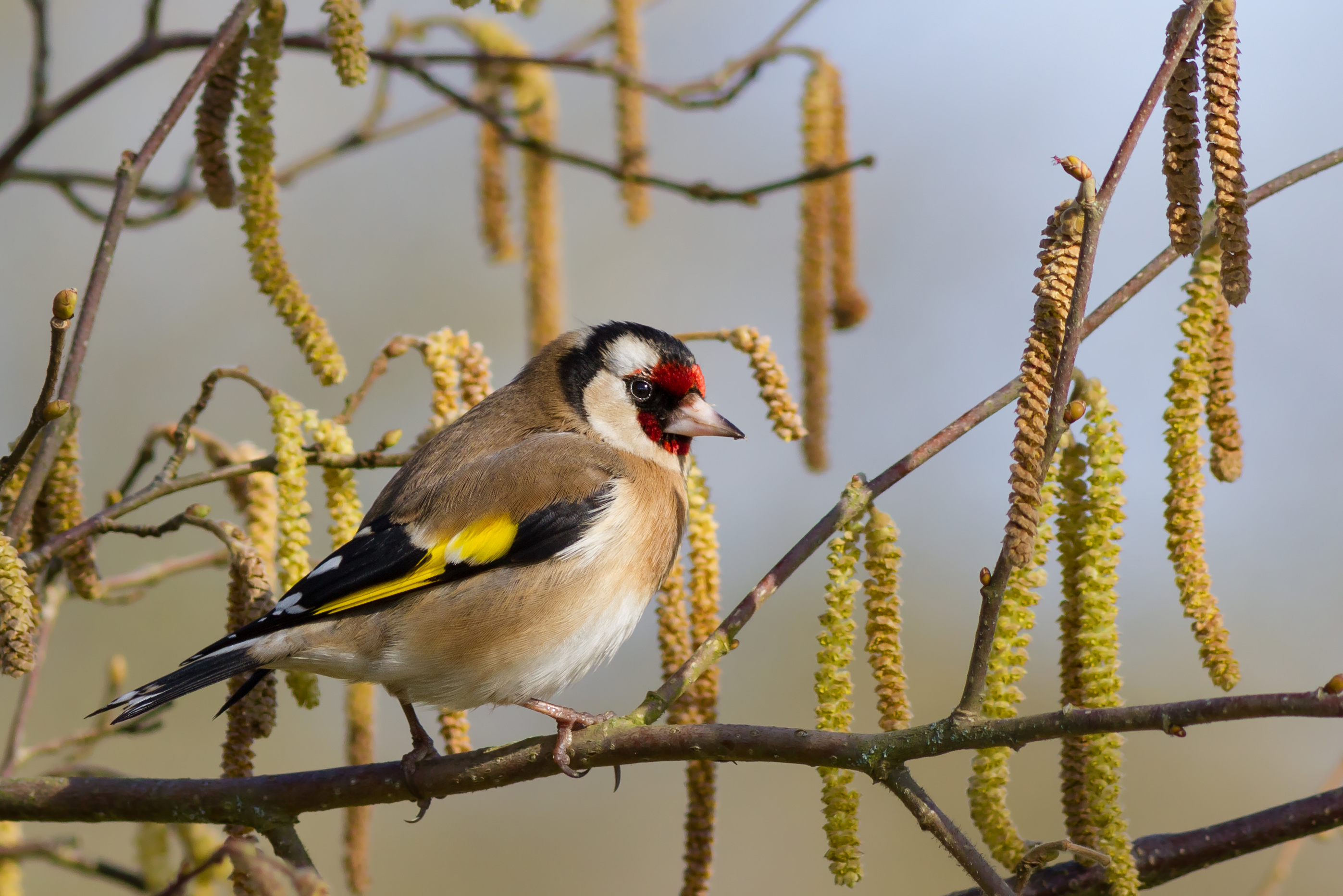
حسُّونٌ أوراسيٌّ من تارن في فرنسا.

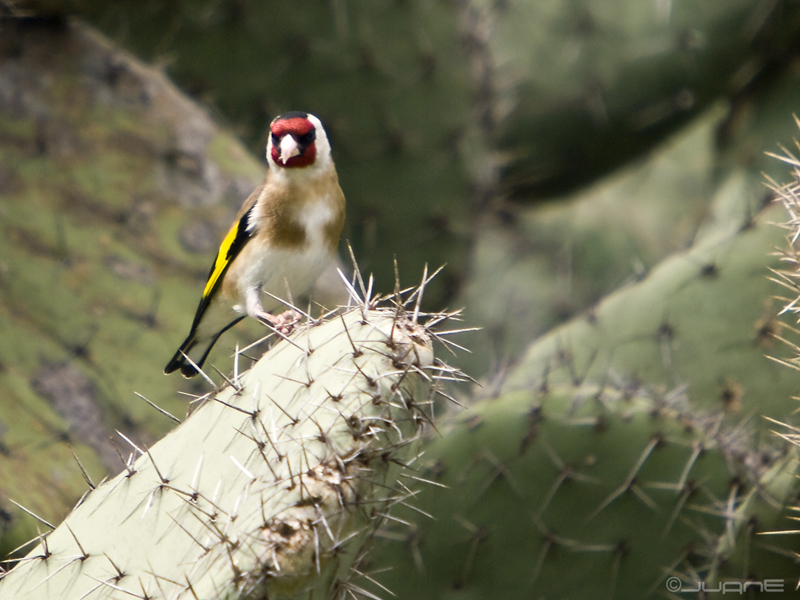
حسُّونٌ أوراسيّ من جُزُر الكناري.

تنتشرُ الحساسين الأوراسيَّة عبر أنحاءٍ شاسعة من نصف الكُرة الأرضيَّة الشمالي، فموطنُها يمتد من أوربَّة الغربيَّة وُصولًا إلى سيبيريا الوُسطى، وعبر شمال إفريقيا من المغرب حتَّى مصر، فآسيا الغربيَّة بما فيها الشَّام والعراق وشبه الجزيرة العربيَّة والأناضول والقوقاز وإيران، وُصولًا إلى آسيا الوُسطى وبعض أنحاء الهند. يُستثنى من هذه المنطقة كُلًا من آيسلندا وشمال اسكندناڤيا، التي تغيبُ عنها الحساسين بفعل شدَّة بُرودتها. والحساسينُ الأوراسيَّة آبدة (مُقيمة بشكلٍ دائم، لا تُهاجر) في جميع المناطق المُعتدلة المُمتدَّة عبر موطنها، ولا تقطع إلَّا لِمسافاتٍ قصيرة في بعض أنحاء أوربَّة الغربيَّة هربًا من بُرودة الطقس. أُدخلت هذه الطُيور إلى عدَّة مناطق حول العالم، وكثيرًا ما كان المُستوطنون الأوروپيّون ينقلون معهم عدَّة أنواع من النباتات والحيوانات ويُطلقون سراحها في أرياف المُستعمرات الجديدة عن قصد كي تبدو لهم أشبه بأرياف بلادهم، وقد نُقل البعضُ الآخر من الحساسين كطُيور زينةٍ تُربّى في البُيوت، فهرب بعضُها وتكاثر في البريَّة. ومن المناطق التي أُدخلت إليها: بعضُ أنحاء أمريكا الجنوبيَّة، وبعضُ الجُزر الأوقيانوسيَّة، وجنوب شرق أستراليا، ونيوزيلندا. وقد أُدخلت الحساسين إلى أستراليا ونيوزيلندا لِأوَّل مرَّة خِلال القرن التاسع عشر الميلاديّ، وسُرعان ما تكاثرت أعدادها وانتشرت بشكلٍ واسع، وهي الآن توجد عبر بريزبن وُصولًا إلى شبه جزيرة آير، وفي جميع أنحاء نيوزيلندا.

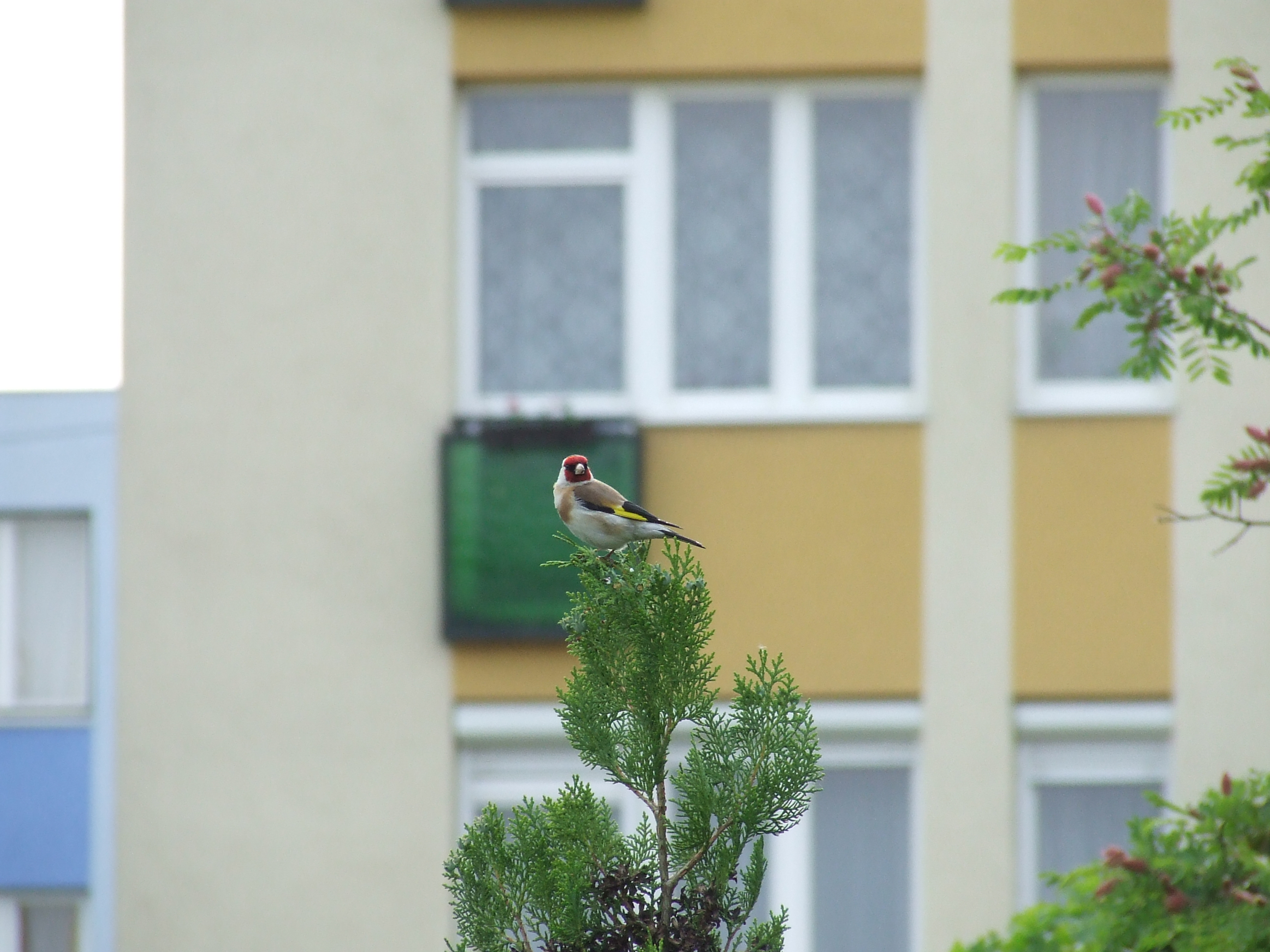
حسونٍ أوراسيّ جاثمٌ على شُجيرة مزروعة في إحدى البلدات.

### الموائل الطبيعيَّة
تسكُنُ الحساسين الأوراسيَّة الأراضي الحُرجيَّة المكشوفة، من الأراضي الواطئة حتَّى ارتفاع 1300 متر، وقد أظهرت بعضُ الأبحاث أنَّ بعض الجُمهرات الأوربِّيَّة انتقلت للسكن على ارتفاعٍ يصل إلى 1600 متر خِلال السنوات القليلة الماضية. وهذه الطُيور أليفة، كثيرًا ما يُعثر عليها على مقربة من الموائل البشريَّة بحال حصلت على كفايتها من الغذاء والماء، فهي غالبًا ما تُشاهد في الحدائق المنزليَّة، وفي المُنتزهات العامَّة، وفي البساتين، وعلى حواف الأراضي الزراعيَّة. تُشاهد أيضًا أسرابُ الحساسين وهي تُرفرف على جوانب الطُرقات جاثمةً على أزهار الشوك البرّي كي تقتات على بُزورها، كما يُمكن أن تُرى في مقالع الحجارة، وفي الكُروم، والمقابر، وجادَّات بعض المُدن والبلدات، طالما كانت مزروعةً بالأشجار كي تحتمي بها الطُيور وتُعشش، وطالما كان فيها بعضُ النباتات المُزهرة التي تؤمِّن لها قوتها، كما أنها على استعداد كي تُعشش في النباتات المُتعرِّشة وبين الآجام والشُجيرات البلديَّة والدخيلة على حدٍ سواء. أظهرت الدراسات التي أُجريت في نيوزيلندا أنَّ هذه الحساسين تتحاشى الغابات البلديَّة الكثيفة، وتنتشرُ في مختلف أشكال البيئات على الجزيرتين، بما فيها المزارع والبساتين والسواحل وضفاف الأنهار والمناطق الحضريَّة.

## الغذاء

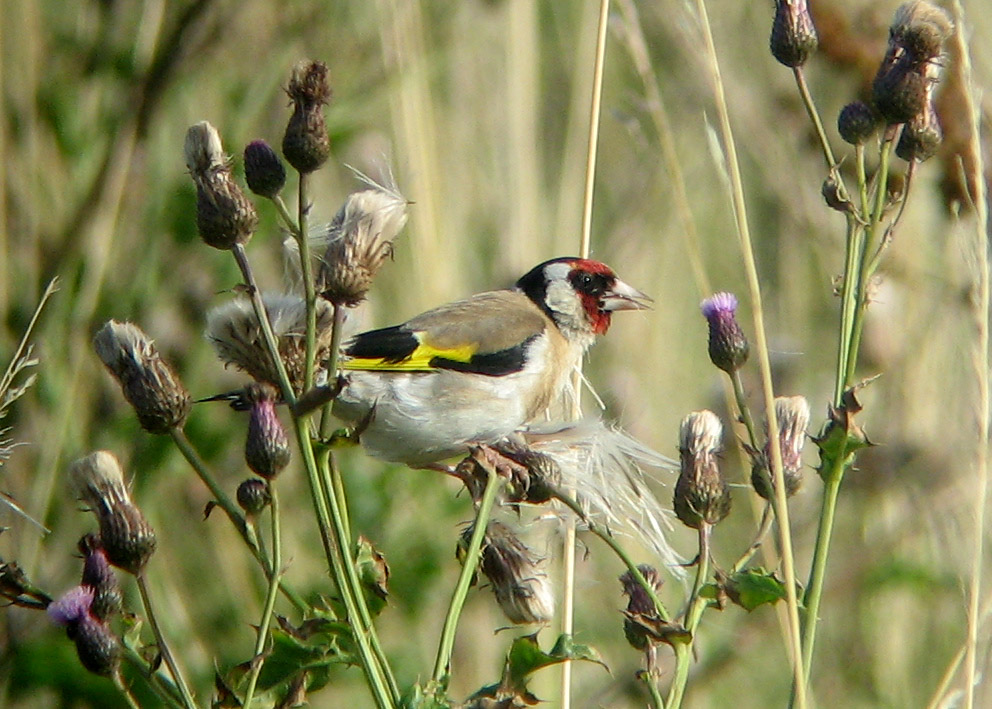
حسّونٌ أوراسيّ يقتات على بُزور زهر الشوك.

تقتاتُ الحساسين الأوراسيَّة على البُزور الصغيرة بشكلٍ رئيسيّ، وبالأخص بُزور الشوك البرّي (وهو ما أوحى باسمها العلميّ المُشتق من كلمة «Carduus»، وهي اسم جنس إحدى الأشواك) والممشقات. وفي موسم التفريخ تصطادُ الحشرات لإطعام فراخها، وبالأخص المن. خِلال الشتاء يُشاع رؤيتها في الحدائق المنزليَّة تقتات على البُزور الموضوعة في مُغذيات الطُيور. وتُفضِّلُ الحساسين الأوراسيَّة الاقتيات على البُزور الناضجة أو شبه الناضجة للنباتات المُعمِّرة ونباتات المُروج والأشجار. أظهرت بعض الأبحاث أنَّ هذه الطُيور تقتات على ما مجموعه 152 نوعًا من بُزور النباتات العطريَّة، وأنَّ أكثر ما تُفضله منها هي: القُصوان الحقلي، والتفاف، والقُصوان، والممشقات، بالإضافة إلى الحمَّاض، ولسان الحمل، وحشيشة القزاز، ودوَّار الشمس، والصنوبر البرّي، والقضبان.
تكيَّفت الحساسين الأوراسيَّة بشكلٍ يسمح لها بالحُصول على غذائها صعب المنال (نظرًا لأنَّ البُزور تقد بين الأشواك أو أسفلها أو على ساق نبتةٍ ضعيفة لا يُمكنها أن تحمل وزن الطائر) بأن طوَّرت عدَّة طُرق لِتستحصل عليه دون عناءٍ كبير. فهي قد تبقى جاثمةً على الموضع الذي يحمل وزنها وتمُد رأسها ناحية البُزور، وقد تتعلَّق رأسًا على عقب بالساق لِتقتات على البُزور النابتة أسفل الزهرة، وفي بعض الأحيان تتعمَّد إسقاط النبتة على الأرض عبر إلقاء ثقلها عليها، ثُمَّ تقتات على بُزورها بهُدوء. تطحنُ الحساسين البُزور اليافعة النضرة بمناقيرها وتبتلعها فورًا، أمَّا البُزور الناضجة فتقضمها إلى أن تنزع عنها العصفة ثُمَّ تبتلعها. تُطعمُ الحساسين الأوراسيَّة الأسيرة مزيجٌ من البُزور من شاكلة البُريَّق الأسود والأصفر والقُمبز، بالإضافة لِبعض العُروق الخضراء مثل عُروق البقدونس والنعناع والهندباء، والفاكهة مثل التُفَّاح والعنب والموز والبطيخ الأحمر، ولا يُمكنها أن تحيا بحال أُطعمت خليط أعلاف الحيوانات الأليفة الذي تُزوَّد به الكثير من أنواع الحيوانات المنزليَّة.

## الخواص الأحيائيَّة
تصلُ الحساسين الأوراسيَّة فترة النُضوج الجنسي ما أن تبلغ سنة من العُمر. وهي طُيورٌ أُحاديَّة التزاوج، أي أنَّ الفرد منها يكتفي بشريكٍ واحدٍ فقط. تدوم فترة رخم البيض مُنذ أواخر شهر آذار (مارس) أو أوائل نيسان (أبريل) وُصولًا إلى شهر تمّوز (يوليو). وفي الكثير من الأحيان يُمكن للزوجان إنتاج فقستين خِلال السنة.

### التودد والتفريخ
تبدأ الذُكور بالتودد إلى الإناث خِلال شهري شُباط (فبراير) أو آذار (مارس)، اعتمادًا على نقاوة الطقس، فتُغرِّد وتؤدي عُروضًا قافزة. وبعد بضعة أسابيع من العُروض، عادةً ما تُقدم الإناث على الخُطوة الأولى في التودد إلى ذُكورها، وغالبًا ما تقترب الأُنثى إلى الذكر مؤرجحةً جسدها وخافضة رأسها ومنقارها، كما تنفش ريشها في مُحاولة لِإخفاء الشريطين الأصفرين على جناحيها. أمَّا الذكر فيُحاول أن ينتصب كي يظهر أكبر حجمًا، ويُبرز ريشاته المُزوَّقة، وقد يبسط جناحيه بعض الشيء كي يُظهر الشريطين الأصفرين، وكثيرًا ما يُقدم الذكر على إطعام أُنثاه، فإن تقبلتهُ تُبدي له ذلك عبر القرفصاء ورفع ذيلها عاليًا، ثُمَّ يلي ذلك الجماع. ويقعُ الجماع بين الأليفين عدَّة مرَّات خلال النهار إلى أن تضع الأُنثى فقستها.

### التعشيش

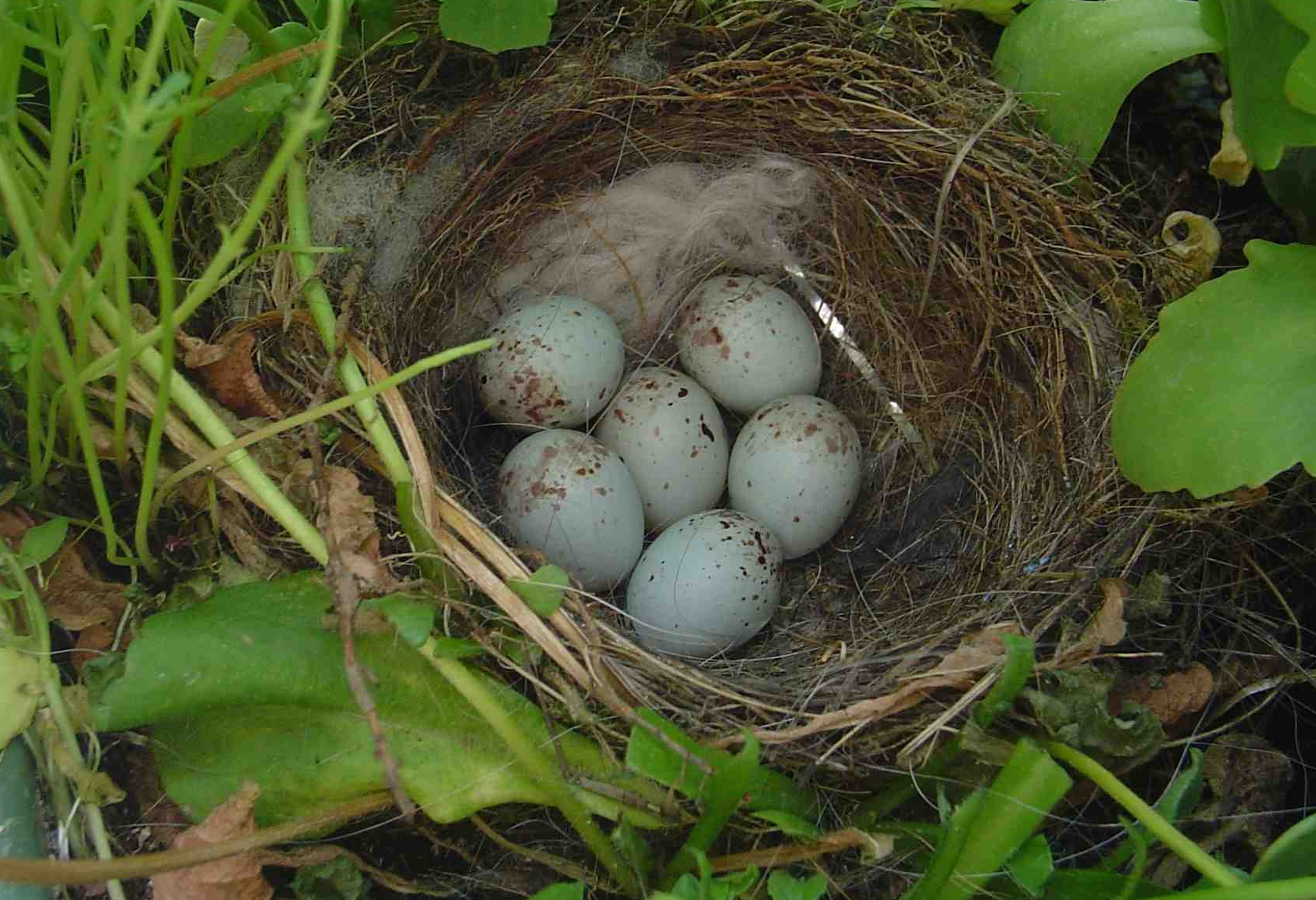
عش حسُّونٍ أوراسيّ يضُمُّ فقسة من 6 بيضات.

تقومُ الأُنثى والذكر بزيارة عدَّة مواقع تعشيشٍ مُحتملة وتختارُ الأفضل بينها، ثُمَّ تبدأ ببناء العُش. وتُفضِّلُ الحساسين الأوراسيَّة الأماكن المُرتفعة ذات الغطاء النباتي المُلائم لِحجبها عن عُيون الضواري، والكاشفة للمنطقة أمامها. وكثيرًا ما تختار الحساسين إقامة أعشاشها في أعالي الأغصان أو في الجنبات والشُجيرات المُرتفعة، على غُصنٍ مُتفرِّع أو على طرفه. والعُش صغير الحجم كأسيّ الشكل، يُشيَّد من العيدان والغُصينات والجُذور الصغيرة والطحالب والأشنات والألياف النباتيَّة. يُبطَّنُ داخل العُش بالغُصينات الطريئة، والسُويقات، والألياف، والريش، والصوف. يبدأ التعشيش غالبًا في أواسط شهر نيسان (أبريل) ويستمر ما بين أربعة وستة أيام. يقوم الزوجان بحماية الشجرة أو الجنبة التي عششا فيها طيلة فترة الرخم على البيض ضدَّ أيَّة حساسين أُخرى قد تُحاول مُنافستها.
تضع الأُنثى بُيوضها بشكلٍ يوميّ، غالبًا خِلال فترات الصباح الباكر، وكثيرًا ما لا يكون العُش جاهزًا بعد حينما تضع الأُنثى بيضتها الأولى. تتألَّف الفقسة من خمسة بُيوض في العادة، وفي حالاتٍ نادرة قد تتألَّف من أربعة أو ستَّة بُيوض. تتخذُ البُيوض لونًا مبيضًا تقريبًا، وتظهر عليها بضعة رقش حمراء وسوداء، وفي أحيانٍ نادرة تأتي البُيوض ناصعة البياض. ما أن تضع الأُنثى بيضتها الثالثة حتَّى تبدأ بالرخم عليها وحدها، وتستمر فترة الحضن ما بين 12 و14 يومًا، يتولّى الذكر خلالها إطعام أُنثاه، التي لا تُغادر العُش إلَّا لِتتبرَّز.

### الفراخ

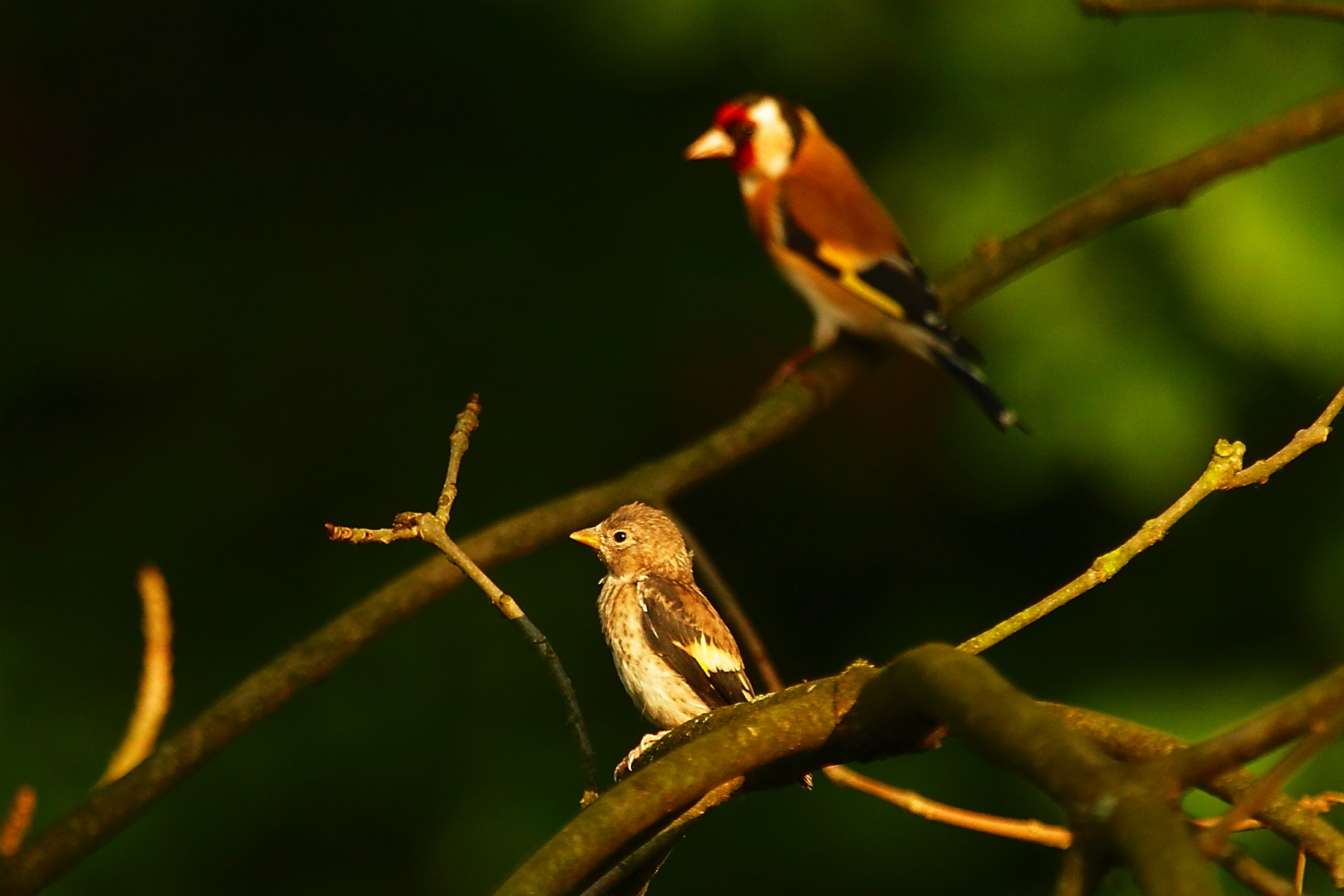
حسُّونٌ بالغ (في الأعلى) مع آخرٌ يافع (في الأسفل).

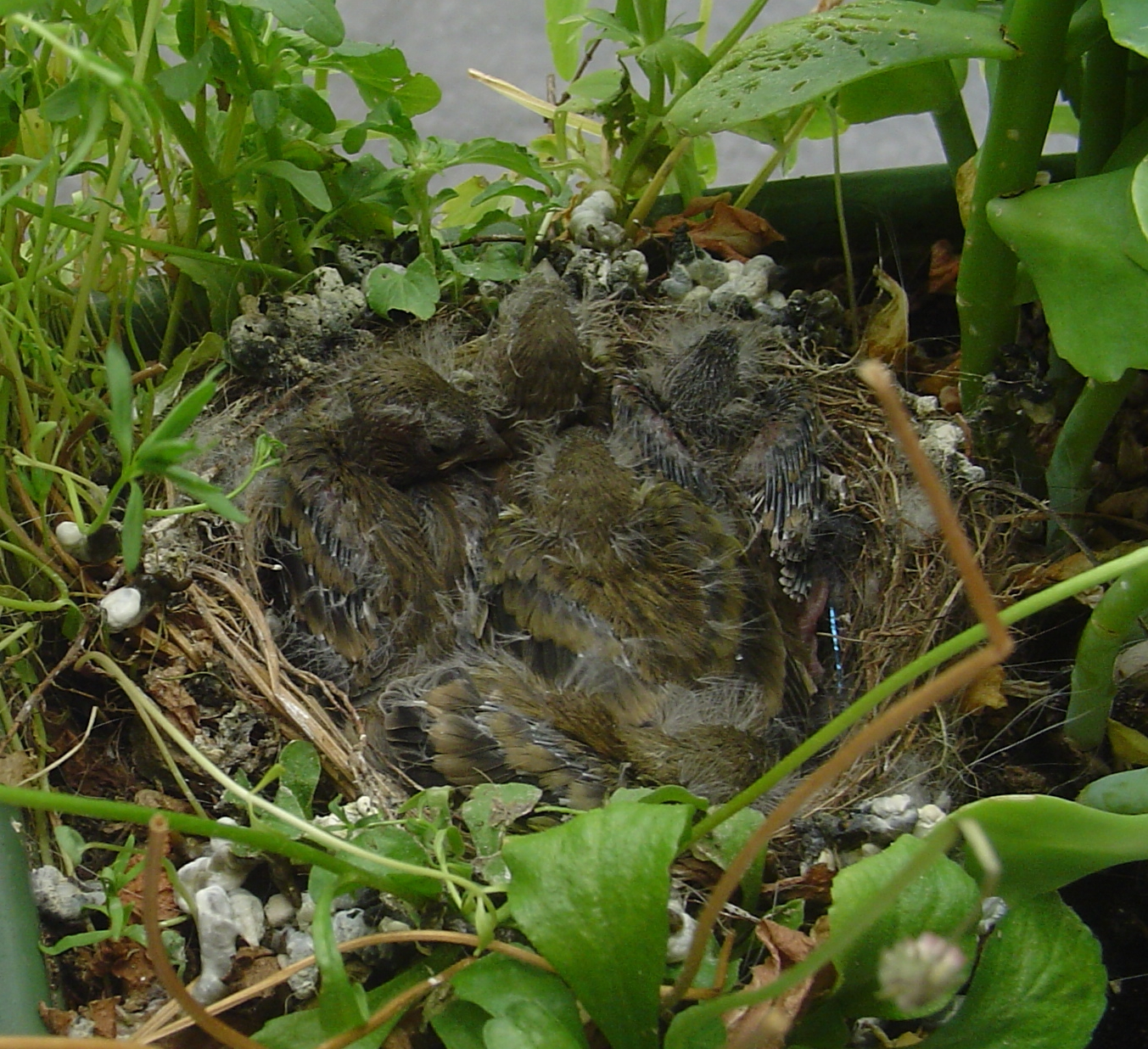
حفنة من فراخ الحساسين الأوراسيَّة.

تفقسُ الطُيور الصغيرة عمياء وعارية من الريش، وفي العادة تفقس ثلاثةٌ منها أولًا، ثُمَّ يفس الفرخ أو الفرخان الأخيران في اليوم التالي. تلتصقُ الفراخ ببعضها البعض خِلال أيَّامها الأولى كي تُحافظ على دفئها. يُقدمُ الأبوان على التهام بعضٌ من قشر البُيوض وتُلقي بالباقي خارج العُش للحيلولة دون اجتذاب تلك البقايا للحشرات. يتولَّى الذكر مُهمَّة إطعام الأُنثى والفراخ خلال الأيَّام الستَّة الأولى من حياتها، فيُحضر لها بُزورًا مطحونة في حوصلته ويتقيأها داخل أفواهها. وتقوم الأُنثى بأكل براز الفراخ بدايةً من يومها الثاني في الحياة وُصولًا إلى يومها السَّادس، وحينها يقومُ الذكر بحمله ورميه خارج العُش حتَّى اليوم الثاني عشر، لِيقوم بعدها بتجميعه على أطراف العُش. تفتحُ الفراخ أعُينها خِلال الفترة المُمتدَّة من اليوم الخامس إلى السَّابع، وتبدأ بتوسُّل الطعام من أبويها، التي تُطعمها بُزور الشوك البرّي بشكلٍ رئيسيّ. تبدأ الفراخ بمُغادرة العُش خِلال الفترة المُمتدَّة بين يوميها الثاني عشر والرَّابع عشر.
ما أن تكتسي الفراخ بالريش تمامًا حتَّى تستقر على إحدى الأغصان وتستمر تُنادي أبويها كي تُطعمها، وفي تلك الفترة تشرع الأُنثى في تشييد عُشٍ آخر كي تضع فقستها الثانية. خِلال الفترة المُمتدَّة بين يوميها العشرين والخامس والعشرين، تبدأ بالفراخ بالسعي وراء قوتها بنفسها، وخِلال 28 أو 30 يومًا تستقل بشكلٍ تام عن أبويها. تتعرَّض الفراخ حديثة الاستقلال لِمخاطر جمَّة، أبرزها من القطط والجوارح والسموريَّات.
يصلُ أمد حياة الحسُّون الأوراسي في البريَّة إلى ثماني أو تسع سنوات كحدٍ أقصى، وفي الأسر يُمكنها أن تبلغ 17 سنة. يقوم الكثير من هُواة تربية الطُيور بتفريخ الحساسين الأوراسيَّة في الأسر بأقفاصٍ فرديَّة، غير أنَّها كثيرًا ما تُفضِّلُ الأقفاص الكبيرة الواسعة أو المطيرات المُتوسطة المُزوَّدة ببعض المجاثم النباتيَّة الطبيعيَّة، حيثُ يُمكنها أن تعيش بأسرابٍ صغيرة وتؤدي أنشطتها الطبيعيَّة من طيرانٍ وشقلبة وتفاعُل مع بني جنسها.

## السُلوك

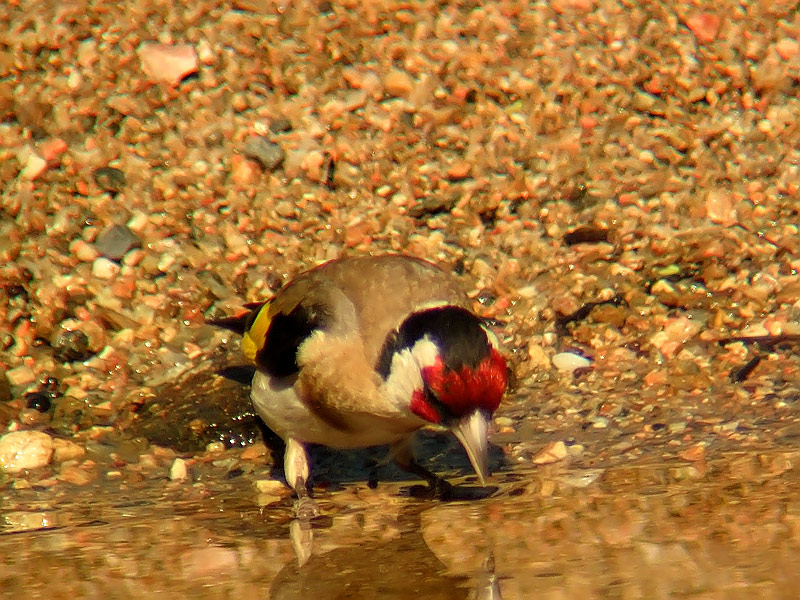
حسُّونٌ أوراسيّ يرتوي

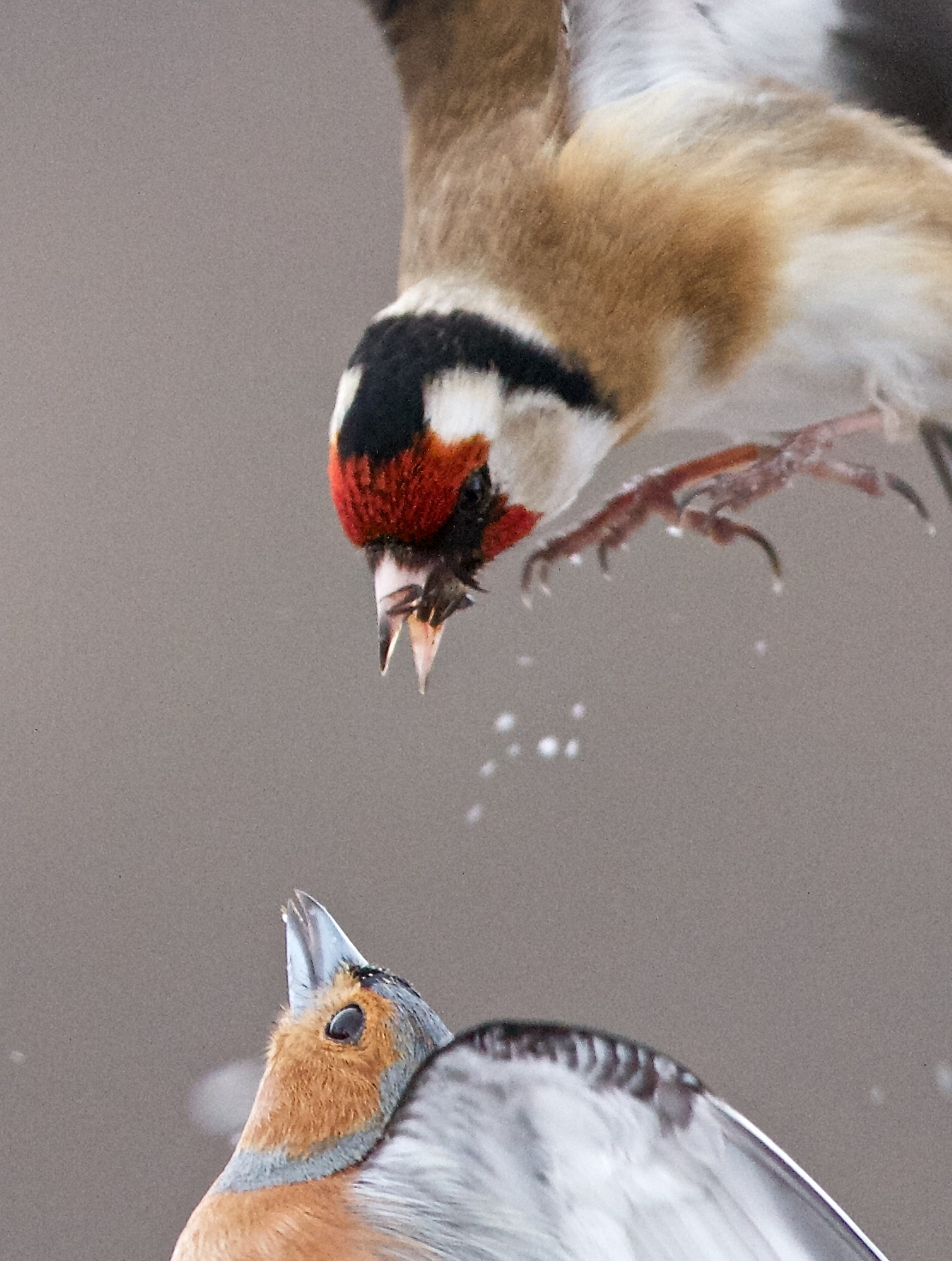
حسّونٌ أوراسيّ يتقاتل مع شُرشُور عصافة على بعض الطعام.

الحساسين الأوراسيَّة طُيورٌ نهاريَّة النشاط، تُغادرُ مجاثمها ما أن يبزغ الفجر وتنشط في البحث عن قوتها، وتختفي مُجددًا ما أن يحل الظلام. ويُلاحظ أنَّ البحث عن الطعام غالبًا ما يتكثَّف خِلال ساعات النهار الأولى، ثُمَّ يقل تدريجيًّا. ولا تتوقف الحساسين عن التنقل والحراك طوال النهار إلَّا بحال شعرت بالإنهاك أو كي تُنظف ريشها. تبحثُ الحساسين عن طعامها في أسراب نظرًا لِتبعثر البُزور وانتشارها عبر مسافاتٍ شاسعة، وقلَّما تقتاتُ مُنفردةً بالبريَّة. وكثيرًا ما تُشاهد وهي تشرب وتستحم على مقربة من مصادر المياه.
قلَّما تتصرَّف الحساسين الأوراسيَّة بمناطقيَّة خارج موسم التفريخ، وحتَّى عندما تتصرَّف بعدائيَّة مع بني جنسها خِلال هذا الموسم، فإنَّ الدافع غالبًا ما يكون لِحماية أعشاشها فقط، وليس للدفاع عن حوزٍ اتخذتهُ لها، ويُمكنُ في بعض الأحيان رؤية ما بين أربعة إلى خمسة أزواج مُعششة على مقربة من بعضها. تعيشُ هذه الطُيور في أسرابٍ صغيرة خارج موسم التزاوج، وفي الكثير من الأحيان تحتشد ليلًا في سربٍ يضم حوالي أربعين طائرًا لتنام على مقربةٍ من بعضها. وقد تختلط هذه الأسراب مع أنواعٍ أُخرى من شاكلة التُفاحيَّات والنعريَّات الأوربِّيَّة والحساسين الخضراء الأوربِّيَّة، خلال فصل الشتاء.
الحالة الوحيدة التي تتقاتل فيها هذه الطُيور مع بعضها هي عندما يقترب أحدها من الآخر بشكلٍ مُفرط، لكنَّ الأمر ينقضي غالبًا عبر الإيماءات الترهيبيَّة، حيثُ يقوم الطائر المُنزعج بنفش ريشات رأسه وفتح منقاره تجاه خصمه والرفرفة بجناحيه، ويُرافق ذلك بعض الزعيق، فإن لم يرتدع الطائر الآخر فسوف يتقاتل الخصمان، فيُسددان نقراتٍ عنيفة إلى بعضهما البعض ويتراكلان.

## التصنيف

### الأنواع القريبة

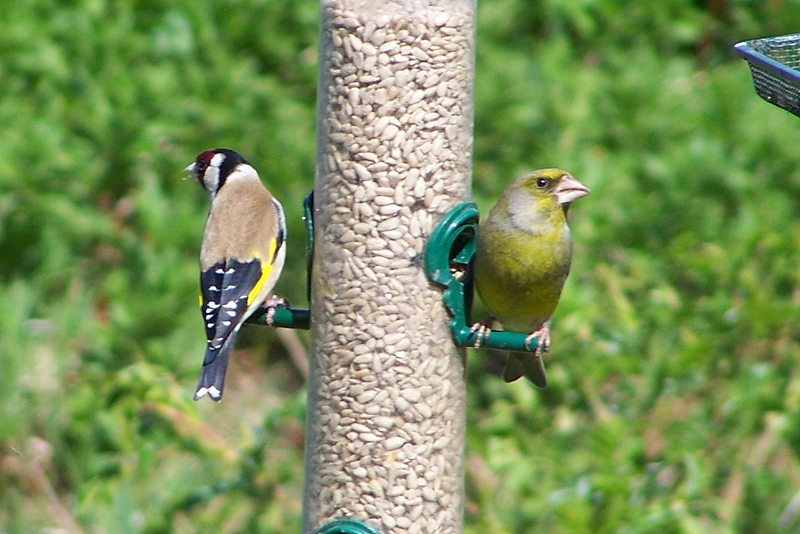
حسُّونان أوراسي وأخضر أوروپي جاثمان على مُغذية طُيور.

كان يُعتقدُ أنَّ الحسُّون الأوراسيّ وثيق الصلة بالحساسين الخضراء، نظرًا لِتشابه ريشه وريش تلك الأنواع، وبالأخص ريش الجناحين. وقد أُجريت دراساتٌ مُكثفة على الأنواع الآسيويَّة و الأوربِّيَّة للحساسين الخضراء على مدار سنين، لِتأكيد هذا الزعم، فكشفت بأنَّ الحسُّون الأخضر الأوروپي (Chloris chloris) والحسُّون الأخضر أصفر الصدر (Chloris spinoides) والحسُّون الأخضر رمادي القلنسوة (Chloris sinica) هي في واقع الأمر كما اعتُبر سابقًا، أي وثيقة الصلة بالحساسين الأوراسيَّة فعليًّا، فظهر أنَّ العادات السُلوكيَّة لدى الحساسين الخضراء رماديَّة القلنسوة تقريبًا مُتطابقة مع تلك الخاصَّة بالحساسين الأوراسيَّة، كما تبيَّن أنَّ تطوُّر ونُشوء هذه الأخيرة كنوعٍ مُستقل حصل بالتوازي مع تطوُّر ونُشوء الحساسين الخضراء صفراء الصدر. وبالتالي، استنتج الباحثون أنَّ أنواع الحساسين الخضراء الثلاثة وجميع نُويعات الحسُّون الأوراسي تُشكّلُ مجموعةً واحدة مُميَّزة بذاتها بين سائر أنواع الشراشير.
أظهرت دراسات الحمض النووي لِمُتقدرات السيتوكروم أنَّ جنس مُصلِّبات المنقار يُمكن إدراجه ضمن جنس الحسُّونيَّات. كذلك، تبيَّن من خلال هذه الدراسة أنَّ أقرب الشراشير إلى الحسُّون الأوراسي المُنتمية إلى جنسٍ آخر غير جنس الحسُّونيَّات هو الشُرشُور الستريني (Serinus citrinella)، على أنَّ بعض العُلماء يقول بأنَّ هذان النوعان يُشكلان معًا شبه عرق، وبناءً عليه يجب إدراج الشُرشُور سالِف الذِكر ضمن جنس الحسونيَّات تحت تسميه «Carduelis citrinella». من الأنواع الأُخرى القريبة من الحسُّون الأوراسي: حسُّون لورنس (Carduelis lawrencei)، والنعَّار أسود الرأس (Carduelis notata)، ونعَّار الصنوبر (Carduelis pinus)، والتُفاحي المألوف (Carduelis flammea).

### النُويعات
تُفيد مؤسسة نظام المعلومات التصنيفيَّة المُتكاملة (بالإنگليزيَّة: Integrated Taxonomic Information System) أنَّ هُناك نُويعتين فقط من الحساسين الأوراسيَّة:
- النُويعة الشوكيَّة (Carduelis c. carduelis) وهي النُويعة النمطيَّة.
- النُويعة البريطانيَّة (Carduelis c. britannica).

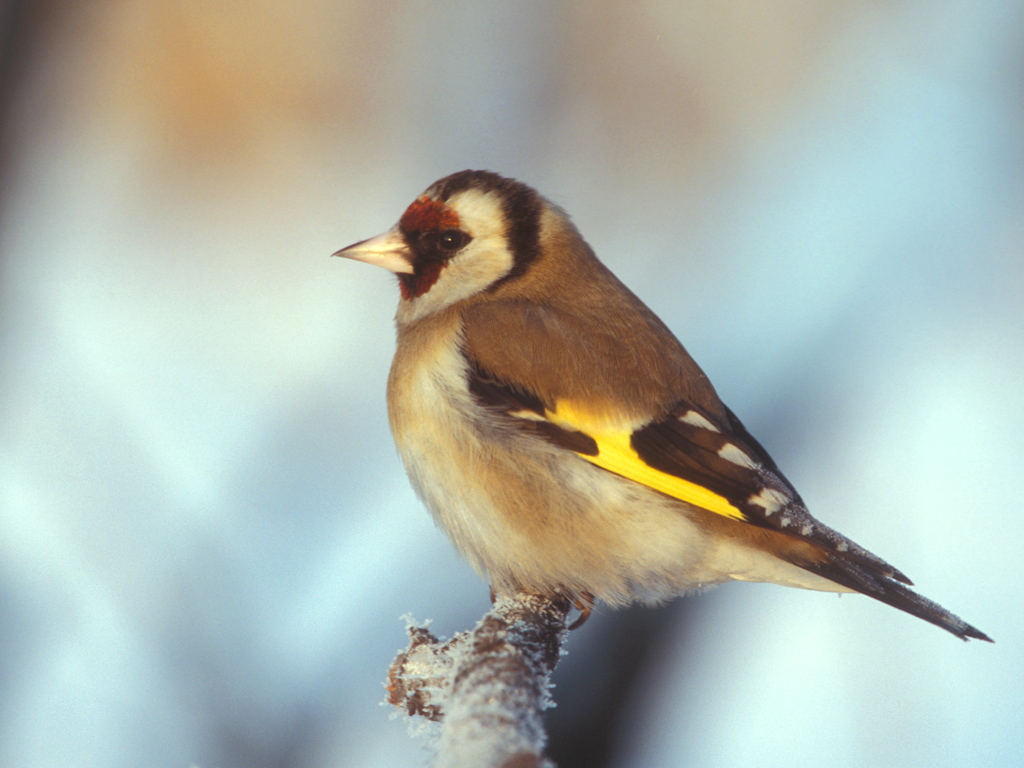
النُويعة الشوكيَّة.

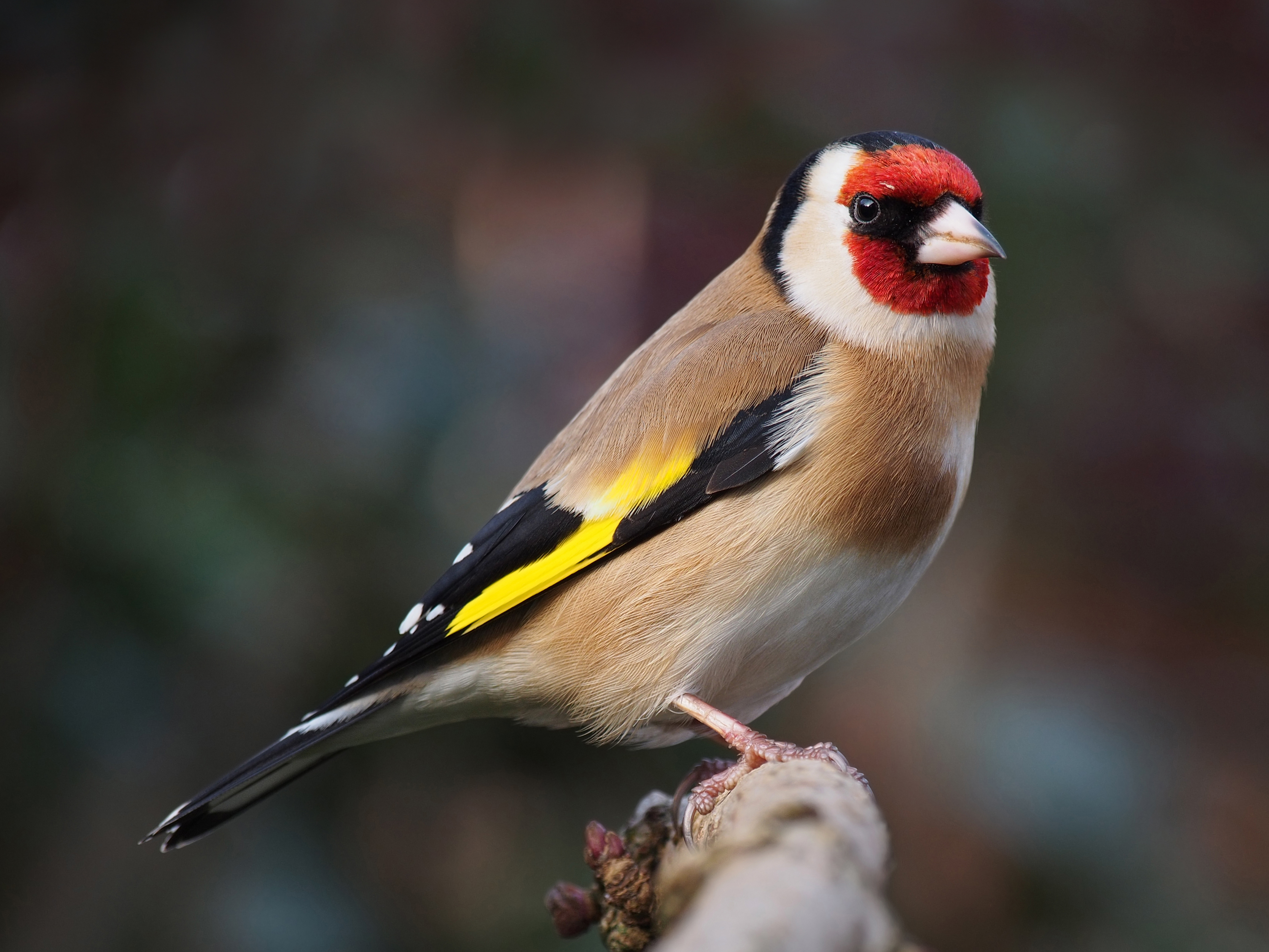
النُويعة البريطانيَّة.

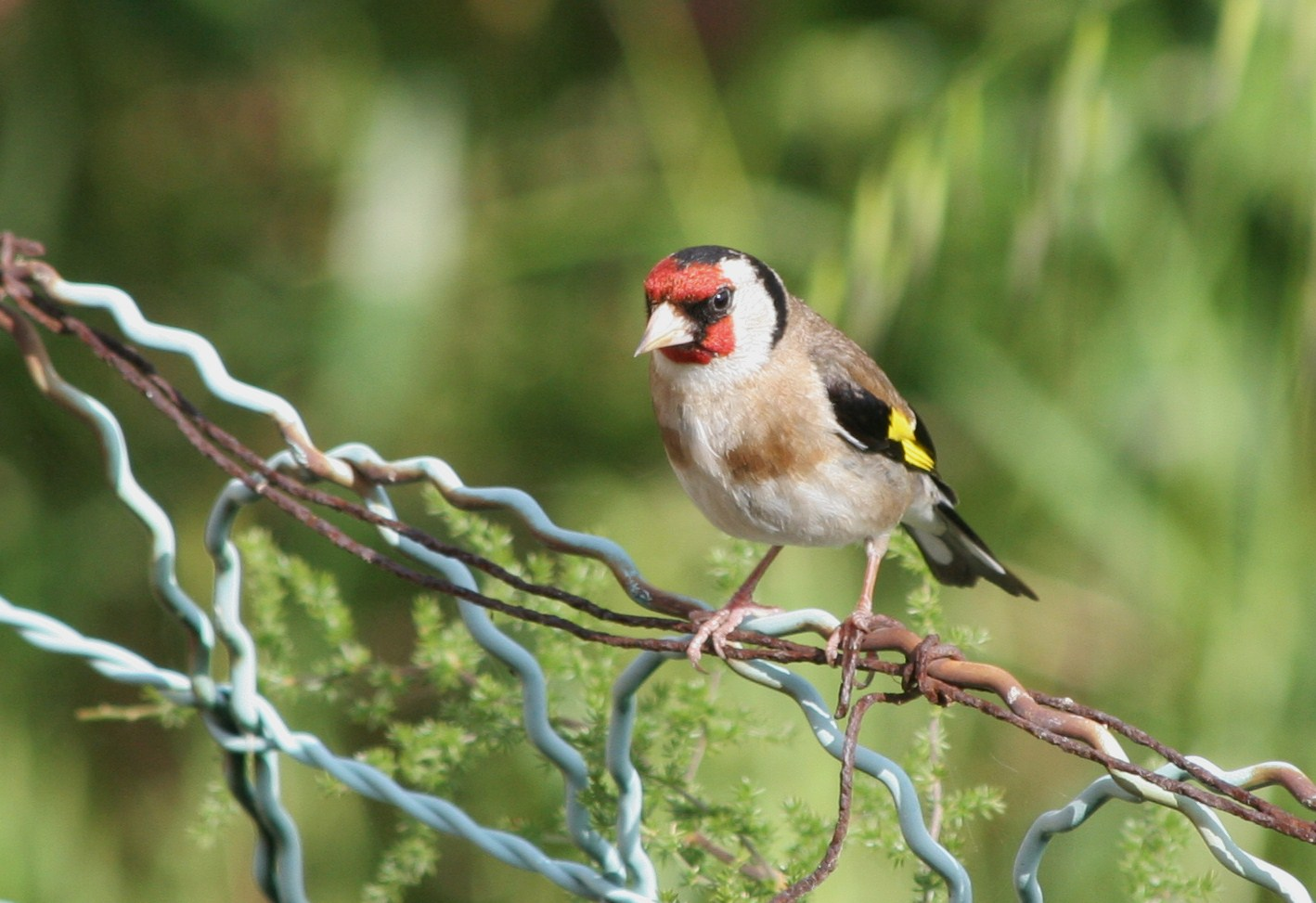
النُويعة التوسكانيَّة.

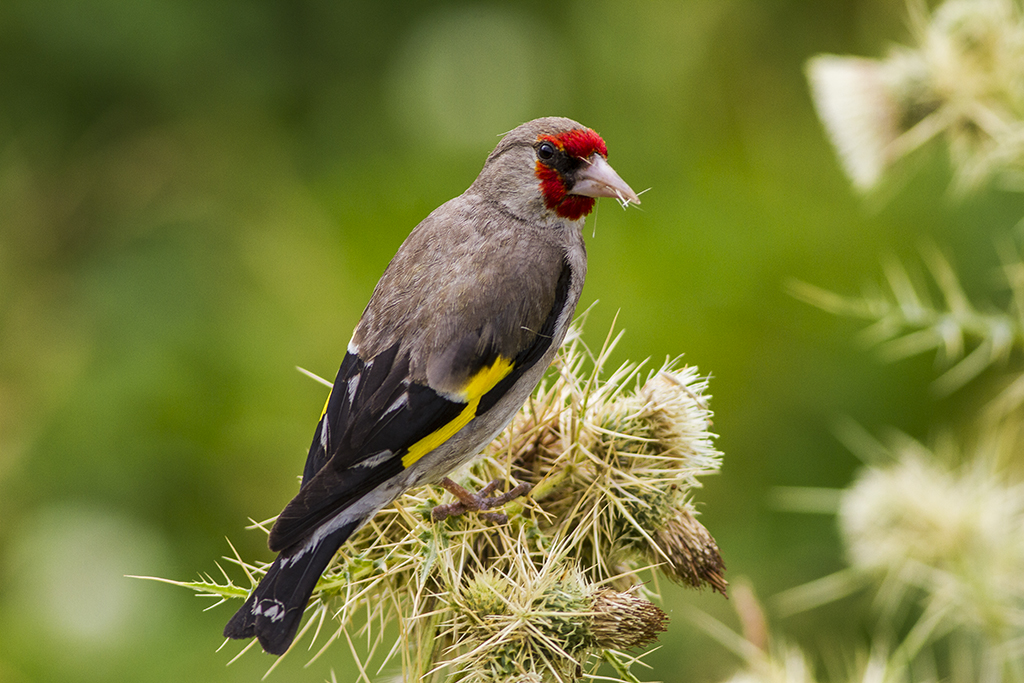
النُويعة رماديَّة الرأس.

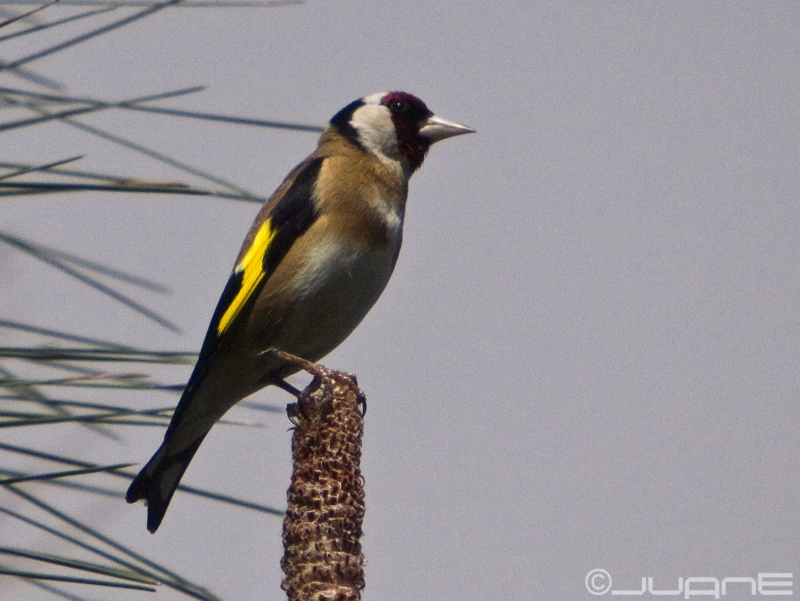
النُويعة الصُغرى.

تُشيرُ مصادر أُخرى إلى عددٍ أكبر من هذا بكثير، يصل إلى 16 نويعة:
- النُويعة الشوكيَّة (Carduelis c. carduelis): تُعرف باسم حسُّون الحدائق، وهي النُويعة النمطيَّة. تقطن أوربَّة الشماليَّة والوُسطى والشرقيَّة.
- النُويعة الصُغرى (Carduelis c. parva): أصغر النُويعات. أدكن لونًا بعض الشيء من النُويعة النمطيَّة. تقطنُ أوربَّة الجنوبيَّة الغربيَّة وشمال غرب أفريقيا.
- النُويعة التوسكانيَّة (Carduelis c. tschusii): باحةُ رأسها بُنيَّة ضاربة إلى الرمادي كما النُويعة النمطيَّة، إلَّا أنَّ بطنها ضاربٌ للبُني أكثر منها. تنتشرُ في كورسيكا وسردينيا وصقلية.
- النُويعة البريطانيَّة (Carduelis c. britannica): كِسوتُها أكثرُ قتامةً، وريشُها البُنيُّ أقل احمرارًا. الصدر والجانبان بُنيَّان، وبياضُ وجنتيها أقلُّ نصعًا. تستوطنُ بريطانيا وأيرلندا.
- النُويعة البلقانيَّة (Carduelis c. balcanica): تُعرف باسم الحسُّون الجبلي. أبهتُ لونًا من النُويعة التوسكانيَّة، وقسمُها العُلوي ضاربٌ إلى الرماديّ. تستوطنُ شبه الجزيرة البلقانيَّة وكريت.
- النُويعة اللُودونيَّة (Carduelis c. loudoni): القسم العُلويّ من جسدها بُنيّ تُرابي قاتم، وكذلك جانبيّ صدرها. تستوطن شمال إيران وما وراء القوقاز. كانت تضم سابقًا النُويعة Carduelis c. brevirostris.
- النُويعة قصيرة المنقار (Carduelis c. brevirostris): منقارها أقصر بعض الشيء من سائر النُويعات، وريشها يميلُ لأن يكون أقل رماديَّةً. تتمتع ببقعةٍ بيضاء على عُنُقها. تستوطنُ القرم والقوقاز.
- النُويعة اللحلاحيَّة (Carduelis c. colchica).
- النُويعة الطونيَّة أو الڤولگيَّة (Carduelis c. volgensis).
- النُويعة الباردة (Carduelis c. frigoris): كانت تضم في السابق النُويعة Carduelis c. major.
- النُويعة الكُبرى (Carduelis c. major): تُعرف باسم حسُّون الغابات. أضخم النُويعات بلا مُنازع وأطولها منقارًا. كفلها أبيض شديد البُروز. تستوطن سيبيريا.
- النُويعة رماديَّة الرأس (Carduelis c. caniceps): تُعرف باسم الحسُّون رمادي الرأس. تتميَّز عن غيرها من النُويعات بأنها لا تتمتع بأيَّة علاماتٍ على رأسها سوى الوجه الأحمر، وتفتقدُ باقي الألوان. تنتشرُ عبر كامل المناطق المُمتدَّة من إيران إلى منغوليا، حيثُ تستوطن المناطق الجبليَّة المُرتفعة.[38]
- النُويعة النيديكيَّة أو نيديكي (Carduelis c. niediecki): أبهت لونًا من النُويعة التوسكانيَّة، لكنها تبقى شديدة الشبه بها. تنتشرُ من الجُزر الإيجيَّة عبر قبرص والأناضول الشرقيَّة والوُسطى. ويُحتمل وُصول نطاق موطنها إلى شمال غرب إيران، وجنوبًا عبر البُلدان الشَّاميَّة (سوريا ولُبنان والأُردُن وإسرائيل والأراضي الفلسطينيَّة).
- نُويعة پاروپانيس (Carduelis c. paropanisi): تستوطن آسيا الوُسطى.
- النُويعة القبسيَّة (Carduelis c. subulata): تسوطن تُركستان.
- النُويعة القُصوى (Carduelis c. ultima): تستوطن إيران.

تنص مصادر أُخرى على أنَّ هُناك 12 نُويعة من الحساسين الأوراسيَّة تٌقسم إلى مجموعتين أساسيتين:
- المجموعة الأوربِّيَّة والآسيويَّة الغربيَّة (مجموعة Carduelis carduelis): تتميَّز بعُنقها الأسود وظهرها البُني. يمتد موطنها من أوروپا الغربيَّة وُصولًا إلى غرب سيبيريا. وتميل النُويعات المُنتمية لِهذه المجموعة أن تعظم قدًا وتبهت لونًا كُلما انتشرت شرقًا.
  - النُويعة الشوكيَّة (Carduelis c. carduelis) وهي النُويعة النمطيَّة.
  - النُويعة الصُغرى (Carduelis c. parva).
  - النُويعة التوسكانيَّة (Carduelis c. tschusii).
  - النُويعة البريطانيَّة (Carduelis c. britannica).
  - النُويعة البلقانيَّة (Carduelis c. balcanica).
  - النُويعة الكُبرى (Carduelis c. major).
  - النُويعة النيديكيَّة أو نيديكي (Carduelis c. niediecki).
  - النُويعة قصيرة المنقار (Carduelis c. brevirostris).
  - النُويعة اللُودونيَّة (Carduelis c. loudoni).
- المجموعة الآسيويَّة الوُسطى والجنوبيَّة أو رماديَّة الرأس (مجموعة Carduelis caniceps). تتميَّز برؤوسها وظُهورها الرماديَّة، فهي تفتقد للباحات السوداء على الرأس والظُهور البُنيَّة كما للمجموعة السابقة. كما أنَّ صُدورها وجوانبها رماديَّة كذلك. المنقار أطول وأنحف، واحمرار وجهها لا يمتد وراء عينها بشكلٍ كبيرٍ كما عند المجموعة سالِفة الذِكر. الكفل والصدر والحلق بيضاءٌ في وسطها، وأطراف ريشات الطيرام الرئيسيَّة قاتمة. تختلف أحجام نُويعات هذه المجموعة بشكلٍ بارز.
  - النُويعة رماديَّة الرأس (Carduelis c. caniceps): النُويعة النمطيَّة، وهي أصغر النُويعات على الإطلاق. ريشُها العلويّ والسُفليّ أدكن من ريش سائر النُويعات، والبياض على رأسها وبطنها معدومٌ تقريبًا. تنتشرُ عبر پاكستان والنيپال والهيمالايا.
  - النُويعة القبسيَّة (Carduelis c. subulata): النُويعة الأبهت لونًا والأكبر حجمًا. تستوطنُ سيبيريا بدايةً من نهر ينسي وُصولًا إلى جبال ألطاي.
  - نُويعة پاروپانيس (Carduelis c. paropanisi): أقلُّ قدًا بقليل من السُلالة القبسيَّة وأدكن منها لونًا. تستوطنُ أفغانستان وإيران.

يتقاطع موطن المجموعتين في جنوب سيبيريا الغربيَّة وفي شمال شرق وجنوب غرب إيران. وفي هذه المناطق يُمكن مُلاحظة خليطٌ من أشكال وألوان ريش الحساسين المحليَّة نظرًا للتهجين الطبيعي بين النُويعات. حتَّى بعض العُلماء يُنادي بالاعتراف ببعض الجمهرات المُستوطنة في تلك المنطقة كنويعاتٍ مُنفصلة نظرًا لاختلافها عن سائر النُويعات.

## الانحفاظ

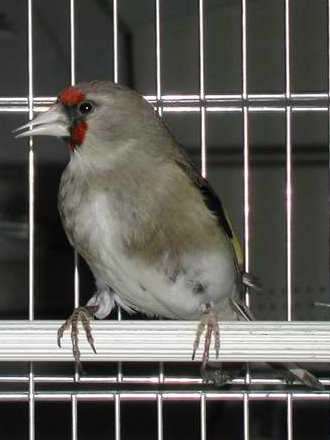
حسُّونٌ أوراسيّ من النُويعة رماديَّة الرأس أسيرٌ في قفص.

تُقدَّر مساحة المنطقة التي تنتشرُ عبرها الحساسينُ الأوراسيَّة بحوالي 15.8 كيلومترات مُربَّعة. وتبدو الجمهرة العالميَّة صحيحة لا تُعاني من أيَّة تهديدات أو مخاطر. يُشيرُ الاتحاد العالمي للحفاظ على الطبيعة أنَّ الجُمهرة العالميَّة تتراوح أعدادها بين 75 و350 مليون طائر، وبالتالي فإنَّ هذا النوع يُصنَّف على أنه غير مُهدد بأي شكلٍ من الأشكال.
تُشكِّلُ الجُمهرة المُفرخة الأوربِّيَّة أقل من نصف الجُمهرة العالميَّة بقليل. فهي ضخمةٌ جدًا، ويُقدّرُ عدد الأزواج المُفرخة منها بحوالي 12 مليون زوج. كانت هذه الجُمهرة مُستقرَّة خِلال الفترة المُمتدَّة بين سنتيّ 1970م و1990م، لكنَّ الفترة اللاحقة المُمتدَّة بين سنتيّ 1990م و2000م شهدت بعض التراجع في بضعة بُلدان، وبالأخص تُركيَّا. رُغم ذلك، ما تزال الجُمهرة ككُل في الأغلبيَّة الساحقة من الدُول الأوربِّيَّة، إمَّا في ارتفاع أو استقرار.
الحساسينُ الأوراسيَّة محميَّةٌ بنص قانون حماية البيئة الفدرالي الألماني في ألمانيا، فيُمنع صيدها والاتجار بها كطُيور زينة. وقد اختيرت لِتكون طائر السنة في سويسرا سنة 2003م، وذلك لِلفت انتباه المُزارعين إلى ضرورة الاستغناء عن استعمال بعض أنواع مُبيدات الآفات كونها تقضي على النباتات التي تُشكِّلُ الغذاء الطبيعي لِهذه الطُيور. وفي مالطة، تحظى هذه الطُيور بِحماية قانون الاتحاد الأوروپي الصادر بتاريخ 19 أيلول (سپتمبر) 1979م، وبناءً عليه يُسمح لِصيَّادي الأشراك الإمساك والإتجار بها خِلال الفترة المُمتدَّة من 1 أيلول (سپتمبر) إلى 31 كانون الثاني (يناير) من كُل سنة، على أنَّ الحُكومة المالطيَّة تسمح بذلك خِلال الفترة المُمتدَّة بين 1 تشرين الأوَّل (أكتوبر) إلى 10 نيسان (أبريل)، كما أنها تسمح لِتُجَّار الطُيور ببيعها في الأسواق المُخصصة لِذلك في مدينة ڤاليتا.
وفي سنة 2010م بلُبنان، أطلقت بلديَّة حاصبيَّا في مُحافظة الجنوب بالتعاون والتنسيق مع ناشطين بيئيين، حملةً واسعةً لِحماية الحساسين الأوراسيَّة من شباك الصيادين، الذين يقصدون بالعشرات حوض نهر الحاصباني والينابيع المُنتشرة على ضفتيه، ليطاردوا هذه الطُيور، الأمر الذي أسفر عن تراجع أعداد الجُمهرة المحليَّة حتَّى إلى دون الثلاثين في المئة عمَّا كانت عليه سابقًا، وفقًا لِإحصاءات جهات بيئيَّة محليَّة مُتابعة لِحركة الطُيور وساعية لِلحفاظ عليها. وكانت بلديَّة حاصبيَّا قد اتخذت قرارا يقضي بمنع صيد الحسُّون تحت طائلة المُلاحقة القانونيَّة. وعمَّمت البلديَّة قرارها في البلدة وجوارها بواسطة مُكبرات الصوت، كما أناطت بالجهات العسكريَّة والأمنيَّة المعنيَّة مُلاحقة المُخالفين ومُعاقبتهم حسب القوانين المرعيَّة، كما طلبت من نواطير الحُقول والمُواطنين كافَّة وخاصة المُزارعين، الإبلاغ فورًا عن كُل صيَّادٍ مُخالفٍ لِلقرار ليُتصدَّى له ويُردَع. وقد أشار أحد الصيَّادين اللُبنانيين إلى أنَّهُ يصطاد يوميًّا ما بين 15 إلى 25 حسُّونًا، لافتًا إلى أنَّ الصيادين يبيعونها إلى «محال الطُيور التي تبيع العصافير المُغرِّدة»، وأنَّ الأُنثى تُباع بخمسة عشر ألف ليرة لُبنانية، بينما يبدأ سعر ذكر الحسُّون من خمسين ألف ليرة ليصل إلى 150 ألفًا وما فوق كونه يُجيد التغريد بشكل أفضل وعلى نغمات مُتعددة وبـ«طبقاتٍ صوتيَّةٍ مُتنوِّعةٍ».

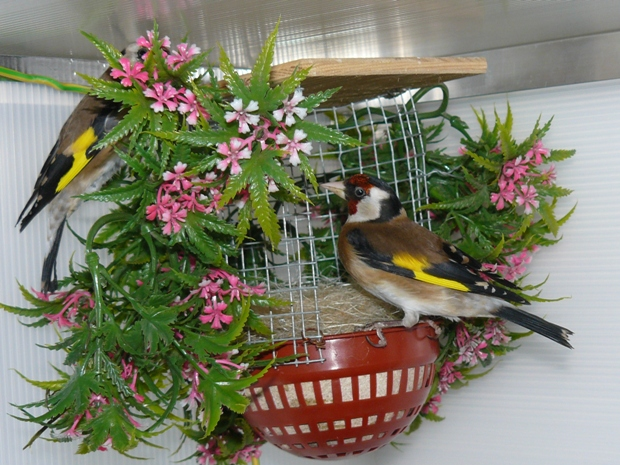
حسُّونان أوراسيَّان يُعششان في قفص.

تحظى الحساسين الأوراسيَّة في الجزائر بِحماية الأمر الرئاسي رقم 05-06 المؤرَّخ في 15 حُزيران (يونيو) 2006م، الذي يعاقب بالحبس من سنة إلى ثلاث سنوات وبِغرامة مالية من 200 ألف دينار إلى 500 ألف دينار، كلّ من خالف المادَّة الرابعة، التي تمنع صيد الحيوانات المُهددة بالانقراض بأيّ وسيلة، ولمَّا كان الحسُّون الأوراسي يدخل ضمن هذه الفئة في الجزائر، فإنَّ الحماية تشمله. غير أنَّ هذا قلَّما يُطبَّق على أرض الواقع، فالصيد العشوائي لهذه الطُيور لم يتوقَّف، واستمرَّ بيعُها في الأسواق ومحلات بيع العصافير وفي الشوارع دون أي رقابة أو رادع، كما استمرَّت عملية تهريبه خارج الحدود الجزائريَّة، إلى المغرب وتونس نظرًا لما يدرُّه من أرباحٍ كبيرة. وقد كشف رئيس جمعيَّة ترقية تربية الطُيور بالجزائر العاصمة عن الإبادة الحقيقيَّة التي يتعرّض إليها هذا الطائر الذي يزيد سعره عن 10 آلاف دينار للطائر الواحد، مُشيرًا إلى أنَّهُ بات من النادر مُشاهدته في الطبيعة بعد أن اختفى بأغلب المناطق الجزائريَّة. وفي المغرب، تأسست جمعيَّة مُربي الطُيور المُغرِّدة بطنجة سنة 2005م بهدف التعريف بثقافة الحسُّون الأوراسي وهجينه، والتحسيس بطرق تربيته، والتعريف بعوامل انقراضه المحلّي، والتوعية بأهميَّة حمايته من الانقراض. وتُشير هذه الجمعيَّة إلى أنَّ الحساسين المغربيَّة البلديَّة تراجعت أعدادها بسبب اصطيادها بكيفيَّة عشوائيَّة ورهيبة من أجل تهريبها بالجُملة إلى الجزائر وتونس حيث بِيعَت بأثمانٍ خياليَّة، فيُمنح ثمن 40 درهم لكل طير في الميدان، و100 درهم عند نقطة العُبور، ويصل ثمنه في تونس والجزائر إلى 600 درهمًا للطير الواحد.

## في الثقافة البشريَّة

### في الميثولوجيا والدين

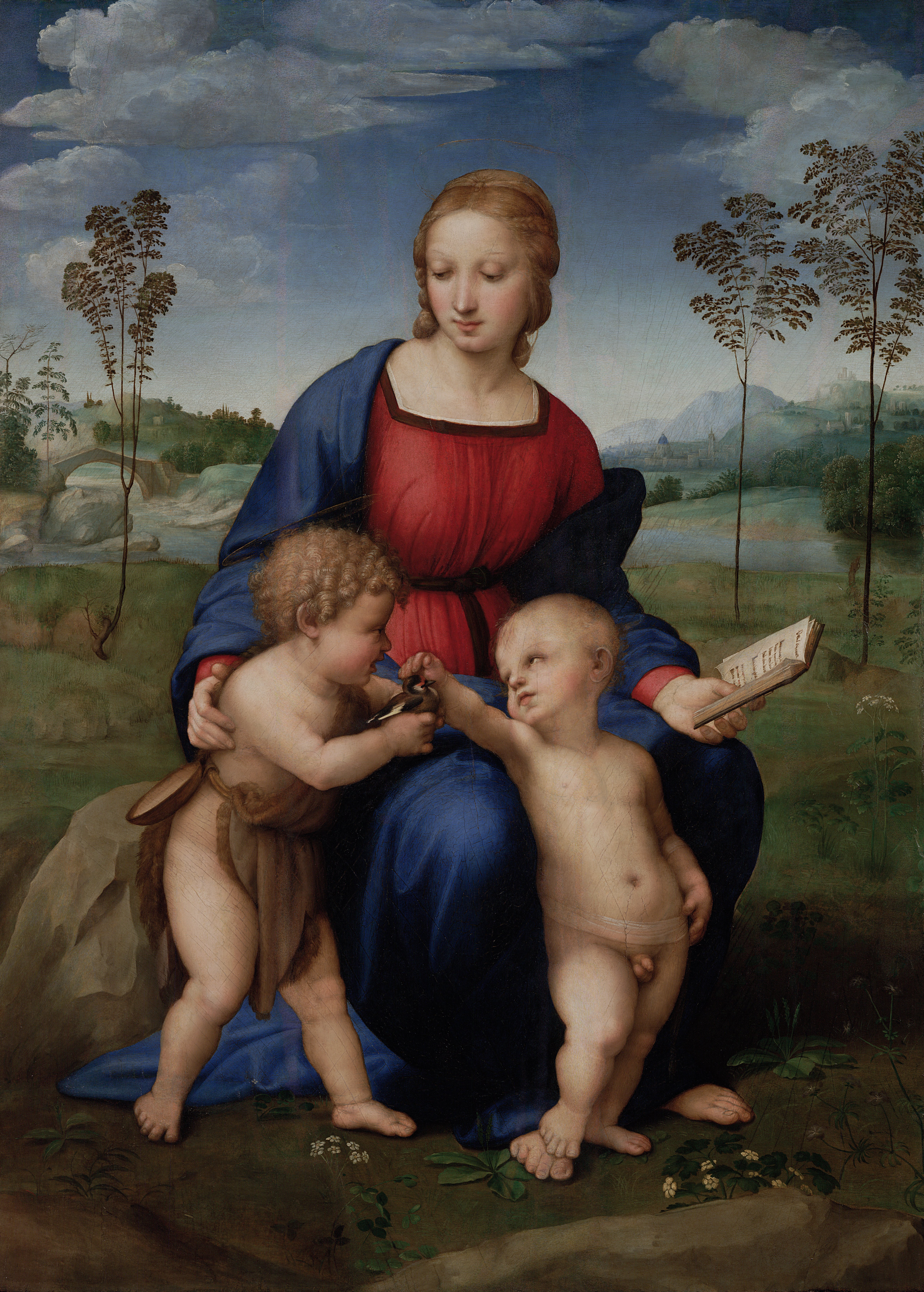
، بريشة رفائيل. حوالي سنة 1505-06م.

كانت الحساسين الأوراسيَّة تُستخدم كطلاسم خِلال العُصور الوُسطى في أوربَّة للحماية من الطاعون، وقد ذكر الفيلسوف وعالم الحيوان السويسري كونراد گسنر هذا الأمر في مؤلَّفه عن الطُيور من سنة 1554م، ووضع الحساسين من جُملة الأنواع التي يُمكن للإنسان استخدامها للشفاء من الأمراض. وقال أنَّهُ في سبيل شفاء المرء من المغص والآلام المعويَّة والنقرس، يجب على المريض أن يأكل لحم الحسّون مقليًّا. وبسبب المُعتقد الشائع حينها بأنَّ هذه الطُيور قادرة على أن تحمي من الأمراض المُميتة، فإنَّ أحدها كان يُشنق ويُعلَّق في غُرفة المريض المسلول على أمل أن يشفى من مرضه المُميت. وفي الميثولوجيا الإغريقيَّة، سُمي أبناء پيروس ملك إماثيا (مقدونيا) «أخالنثيس»، وهي كلمة تعني «الحساسين»، وكان هؤلاء وفقًا للأُسطورة قد دخلوا في خِلافٍ مع إلهات الإلهام، فلعنتهم هذه الأخيرة وحوَّلتهم إلى عقاعق وفق بعض المصادر، وإلى طُيورٍ أُخرى وفق مصادر ثانية.
شكَّلت الحساسين الأوراسيَّة رمزًا مسيحيًّا خُصوصًا في العالم الغربي مُنذُ العُصور الوُسطى، نظرًا لارتباطها الوثيق بزهر الشوك الذي صُنع منهُ الإكليل الذي وُضع على رأس يسوع وفقًا للمُعتقدات المسيحيَّة. وقد رُسمت هذه الطُيور في عدَّة لوحات لِلعذراء الأُم والطفل يسوع، وهي تُمثِّلُ فيها المعرفة المُسبقة للمسيح وأُمَّه بحادثة الصلب. من الأمثلة على بعض تلك اللوحات: عذراءُ الحسُّون (بالإيطاليَّة: Madonna del cardellino) العائدة لِعصر النهضة الأوربِّيَّة، بريشة الفنَّان الإيطالي رفائيل، وفيها يظهر الطفل يُوحنَّا المعمدان وهو يُقدِّمُ حسُّونًا إلى الطفل يسوع مُحذرًا أيَّاه مما سيأتي به المُستقبل. وفي لوحة العائلة المُقدَّسة لِفيديريكو باروتشي، يظهرُ حسُّونٌ في يد القدِّيس يوحنَّا المعمدان وقد رفعهُ عاليًا بعيدًا عن مُتناول قطَّة تنظرُ إليه. كذلك، يظهرُ الطفل المسيح في لوحةٍ للرسَّام سيما دا كونگليانو تحملُ عنوان العذراء والطفل وهو يحمل حسُّونًا في يده. اعتُبر الحسُّون الأوراسيّ رمزًا من رُموز الصبر والتحمُّل والإثمار والمُثابرة، كما اعتُبر «مُخلصًا» نظرًا لارتباطه بآلام المسيح، وكثيرًا ما صُوِّر إلى جانب الذُبابة المنزليَّة (التي تُمثِّلُ بدورها الخطيئة والمرض). رُبطت الحساسين الأوراسيَّة أيضًا بالقديس جيروم، وظهرت معه في بضعة لوحاتٍ ورُسومات.

### في الفُنون والآداب

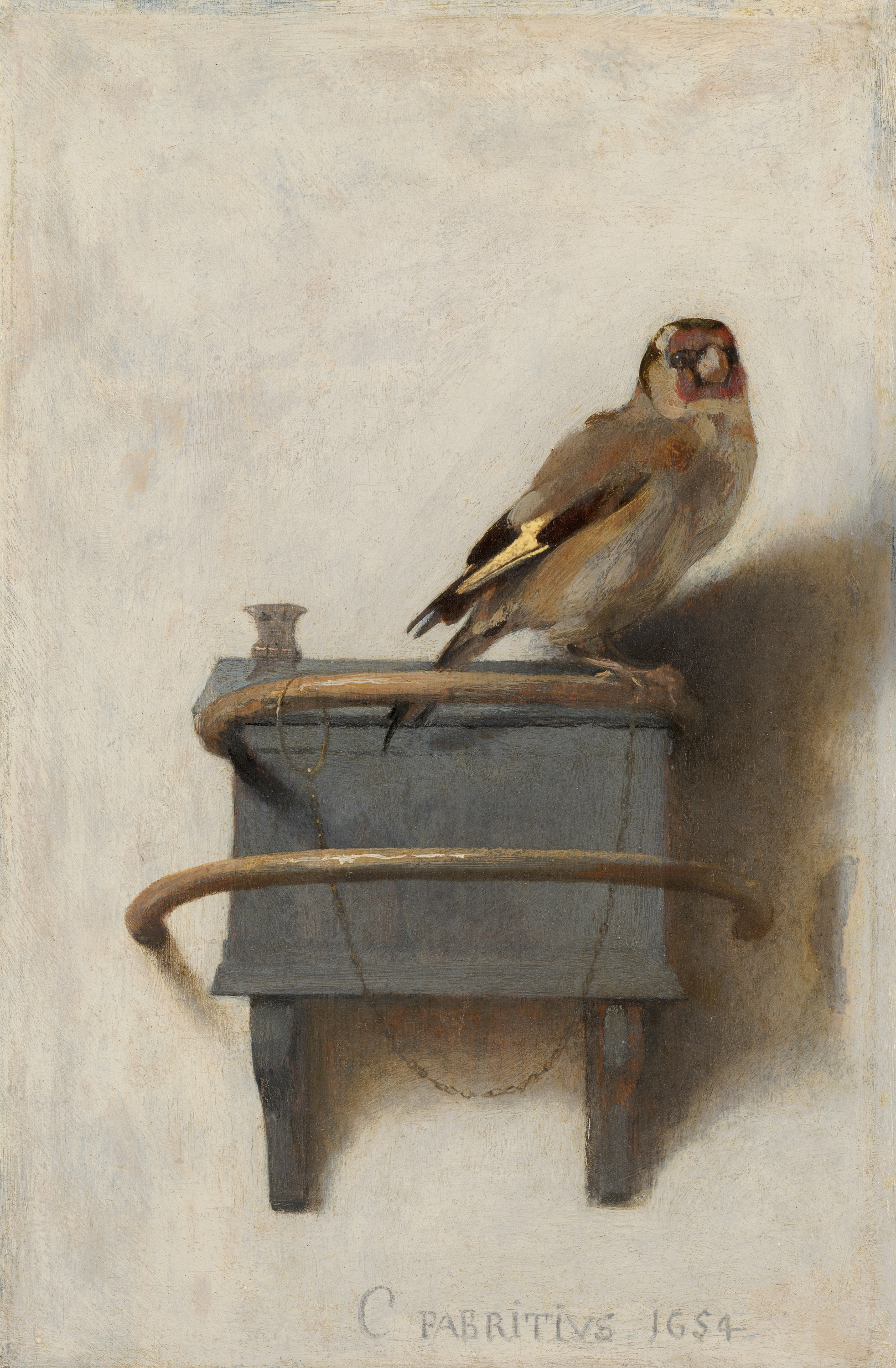
لوحة لِكارل فابريتيوس، من سنة 1654م.

قام الموسيقار الإيطالي أنطونيو ڤيڤالدي بتأليف معزوفة موسيقيَّة تؤدّى بواسطة المزمار تحملُ عنوان «Il Gardellino»، وفيها يُحاول العازف تقليد تغريد الحسُّون بواسطة مزماره. ذكر الشاعر الإنگليزيّ جون كيتس الحسُّون في قصيدته العائدة لِسنة 1816م حاملة عنوان «I stood tip-toe upon a little hill»، بمعنى «وقفتُ على طرف إصبعي فوق تلَّةٍ صغيرة»، فقال أنَّهُ يمثِّلُ إحدى الكماليَّات الكثيرة التي تُبهجُ الناظر والمُتكلِّم على حدٍ سواء، نظرًا لـ«نزوته الوحشيَّة» و«رفرفاته الصفراء».
وفي سنة 2013م فازت رواية الحسُّون (بالإنگليزيَّة: The Goldfinch) للكاتبة الأمريكيَّة دونا تارت بِجائزة پوليتزر عن فئة الأعمال الخياليَّة. وتأتي نُقطة التحوُّل في هذه القصَّة عندما يرى الراوي، ثيو، لوحة والدته المُفضَّلة، حاملة عنوان الحسُّون، وهي من أعمال الرسَّام الهولندي كارل فابريتيوس، معروضةً في متحف المتروپوليتان للفُنون.

### كطائرٍ من طُيور الزينة
كانت الحساسين الأوراسيَّة إحدى أشهر طُيور الزينة في العالم، نظرًا لمظهرها الخارجيّ البهيّ، ولِتغريدها العذب، واستمرَّت كإحدى أكثر أنواع طُيور الزينة المرغوبة حتَّى القرن العشرين، عندما أخذت بعض الأنواع الغريبة الآتية من الهند وأفريقيا وأمريكا اللاتينيَّة تحل مكانها تدريجيًّا، على أنَّها ما تزال من بين أكثر الأنواع شعبيَّةً. ينصح خُبراء تربية وإكثار الطُيور بمُراعاة ومُحاكاة أُسلوب حياة الحسُّون البرّي في الأسر كي يتمكَّن هذا من الحياة بشكلٍ أقرب إلى الطبيعة. فالحساسين الأوراسيَّة تعشق البيئة المكشوفة والهواء النقي، كما أنَّ لها نظامٌ في النوم والاستيقاظ، فهي تنامُ مع غُروب الشمس وتستيقظ مع بُزوغها، لِذا يُنصح بِعدم وضع أقفاصها داخل أيَّة غُرفة بالمنزل كون هذا يُغيِّر النظام الصحي للطائر، فهو بطبيعته حسَّاس لا ينام طالما هُناك نور أو حركة وأصوات، وقد يؤثِّر هذا على بُلوغه، فيُؤخره. أضف إلى ذلك، ضرورة العناية بِحرارة المكان الذي يوضع فيه القفص، فالحرارة المُناسبة لتكاثر الحسُّون هي 25 درجة مئويَّة تقريبًا، ويُمكن أن تتراوح ما بين 20 و30 درجة، وعندما تتدنّى الحرارة لما بين 15 و20 درجة تبدأ الحساسين بتبديل ريشها استعدادًا لِفصل الشتاء، لِذا فإنَّ المُربين الذين يضعون الحسُّون بمكانٍ باردٍ ويخرجوه لِمكانٍ حار لأكثر من مرَّة يُرغمونه على إعادة تغيير ريشه، وهذا يحصل مع الذين يضعون الحسُّون بالغُرف المُكيَّفة ومن ثُمَّ يُخرجونه خارج البيت ويقومون بتنقيله للداخل والخارج، مما يتسبب بخربطة عمليَّة غيار الريش.

### الهجائن
اكتشف المُربون البريطانيّون خِلال العصر الڤيكتوري أنَّ تهجين بعض أنواع الشراشير ينتج عنه طُيورٌ جميلة الشكل عذبة الصوت. وقد اختبر هؤلاء المُربين تهجين الحسُّون بالأخص مع عددٍ من الأنواع القريبة، وفي مُقدِّمتها الكنارات المُستأنسة، فكانت النتيجة أن وُلدت طُيورٌ بهيَّة المنظر تجمع بين أجمل خصائص الكنار والحسُّون، وهي الشكل الخارجيّ والتغريد الرقراق، لكنَّها دائمًا ما تكون عقيمة. وقد انتقل تهجينُ الحساسين والكنارات من أوربَّة إلى الشرق الأوسط وشمال أفريقيا وأمريكا، وما زال مُستمرًّا حتَّى اليوم، وتختص به بعضُ نوادي تربية وإكثار طُيور الزينة. وتُعرف هذه الهجائن باللُغة العربيَّة باسم «النغل» أو «البندوق». ويُهَجَّن الحسُّون الأوراسيّ مع عدد من أنواع الشراشير الأُخرى، وفي مُقدِّمتها: الحسُّون الأخضر الأوروپي، وشُرشُور العصافة المألوف، والتُفَّاحي الأحمر، والنعَّار الأوراسي، والدُّغناش الشماليّ، ومُصلِّب المنقار.

## وصلات خارجيَّة
- معلومات عن حساسين أوراسيَّة بُلِّغ عن وُجودها في ولايات الغرب الأوسط الأمريكي؛ بما فيها طلبات للإفصاح والإعلان عن أيَّة مُشاهدة عينيَّة.
- فيديوات وصُور وتسجيلاتٍ صوتيَّة عن الحساسين الأوراسيَّة على موقع مجموعات الطُيور على شبكة الإنترنت.
- كيفيَّة تحديد سن وجنس الحسُّون (PDF؛ 3.8 ميگابايت) من وضع خافيير بلاسكو-زوميتا وگيرد مايكل هاينز نسخة محفوظة 2 ديسمبر 2014 على موقع واي باك مشين..
- ريشات الحسُّون الأوراسيّ (Carduelis carduelis).
- الجمعيَّة الملكيَّة البريطانيَّة لِحماية الطُيور: الحسُّون الأوراسيّ.